# فن إسلامي

ينطبق تعبير فن إسلامي أو الفن الإسلامي على الإنتاج الفني الذي وقع منذ الهجرة (622 ميلادي) حتى القرن التاسع عشر في منطقة تمتد من إسبانيا إلى الهند التي يسكنها فئات من الثقافة الإسلامية.

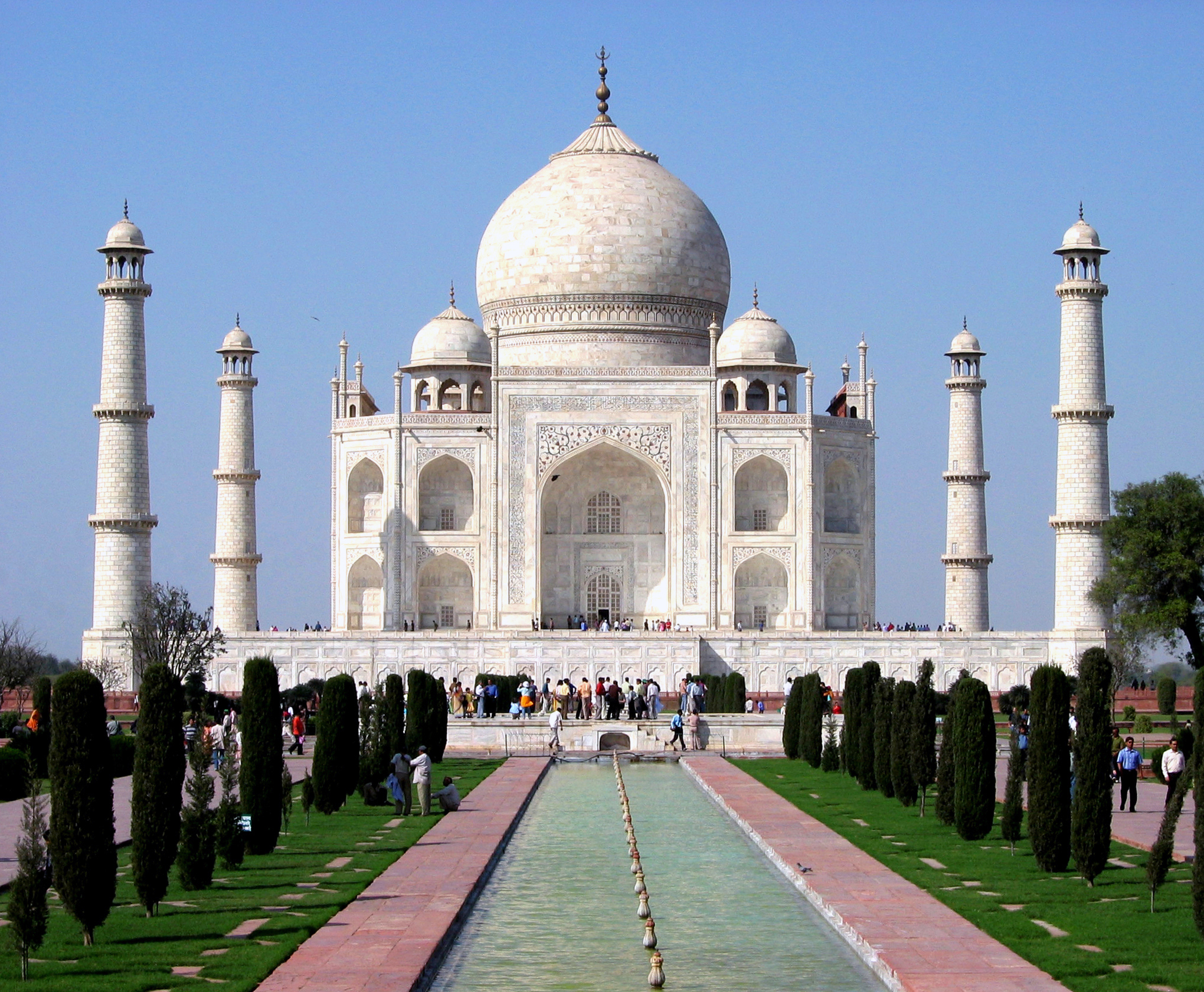
ضريح تاج محل,الهند,1630

ظهر الفن في العالم الإسلامي مقدماً وحدة أسلوبية تقتضي بنقل الفنانين والتجار وذوي رأس المال والأعمال. إن استخدام أسلوب مُشترك في الكتابة بجميع الحضارات الإسلامية والاهتمام بفن خط النسخ، هو الذي عزز هذه الوحدة في الأسلوب. وظهرت مجالات أخرى تدعو للاهتمام بالزخرفة والهندسة وديكورات الحوائط. لكن هذا التنوع الكبير للأشكال والديكورات طبقاً للبلاد والحِقب أدى إلى قول «فنون إسلامية» عن قول «فن إسلامي». بالنسبة لأوليغ غرابار، للفن الإسلامي تعريف آخر وهو «سلسلة من المواقف إزاء نفس عملية الإبداع الفني».

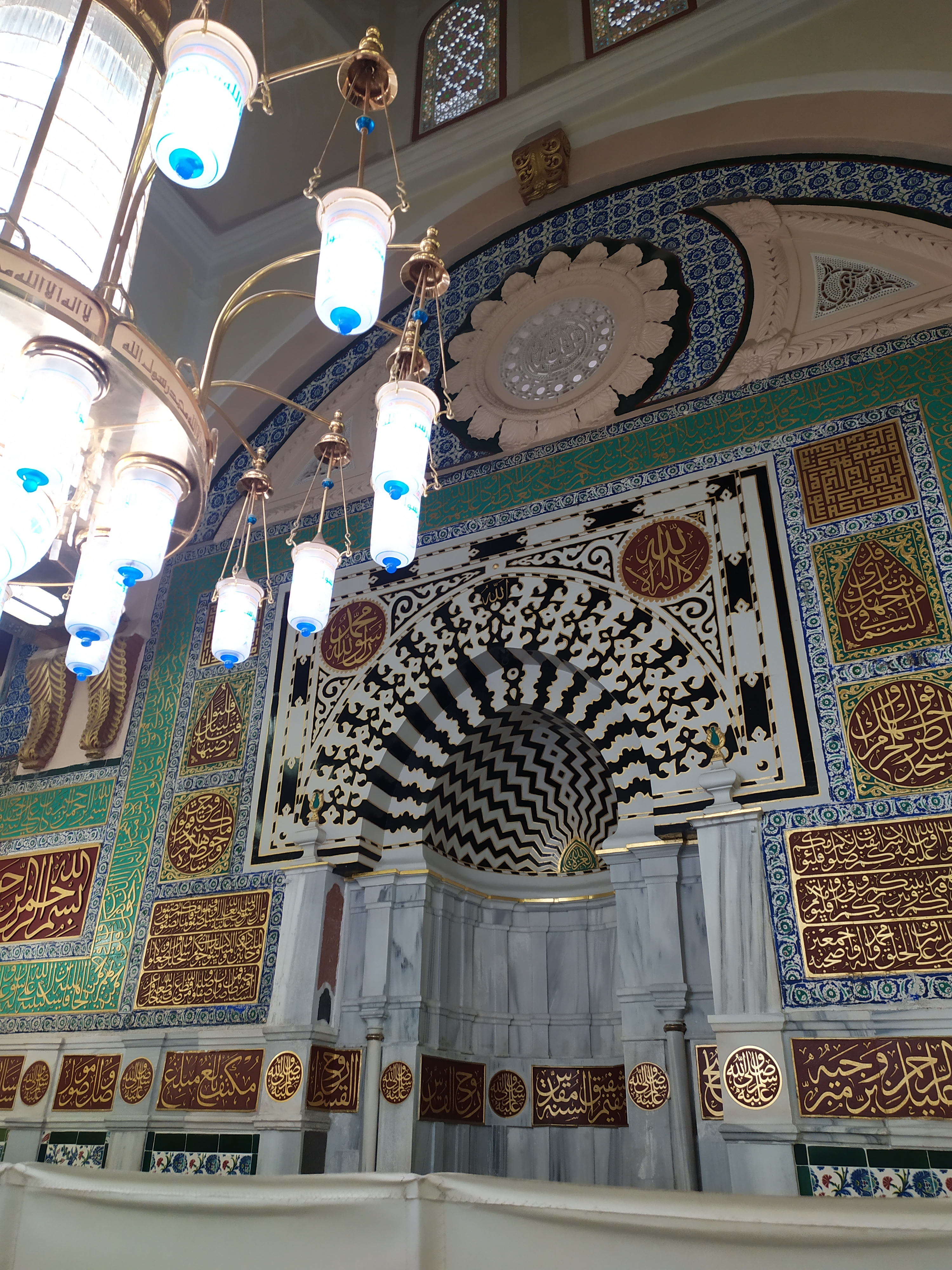
الروضة الشريفة في المسجد النبوي بالمدينة المنورة

بالنسبة للفن المعماري، يتم إنشاء المباني ذات طابع خاص مثل المساجد والمدارس الدينية في مجموعة متنوعة من الأشكال، ولكن في كثير من الأحيان بنفس النمط الأساسي. إذن كان هناك تقريباً فن النحت وصناعة المعادن والعاج أو خزف تكون في كثير من الأحيان على أعلى التقنيات. والجدير بالذكر أيضاً هو وجود لوحة ومنمنمة في الكتب المُقدسة والمُدنسة.
لا ترتكز فنون الإسلام على الدين: فالفن الإسلامي يُعتبر فن حضاري أكثر منه فن ديني. على نقيض الفكرة الشائعة بأنه يوجد رسومات بشرية وحيوانية وحتى عن الرسول محمد عليه الصلاة والسلام، حُظرت هذه الرسومات تماماً عن الأماكن والكتب الدينية (المساجد، المدارس الدينية،المصاحف) بالرغم من وجود بعض الاستثناءات.

## تاريخ الإسلام

### بدايات القرن (السابع_التاسع)

#### ما قبل الأسر الحاكمة
نحن لا نعرف إلا القليل عن فن العمارة قبل حكم الأمويين. بلا شك يُعد «بيت الرسول» بالمدينة المنورة هو أول وأهم مبني إسلامي. يُمكن أن يكون هذا البيت إلي حد ما اسطوري وهو يُعّدُّ أول مكان حيث تجمع فيه المسلمين لأداء الصلاة؛ على الرغم من أن الدين الإسلامي يسمح بأداء فريضة الصلاة في أي مكان ولا يشترط على مكان معين.

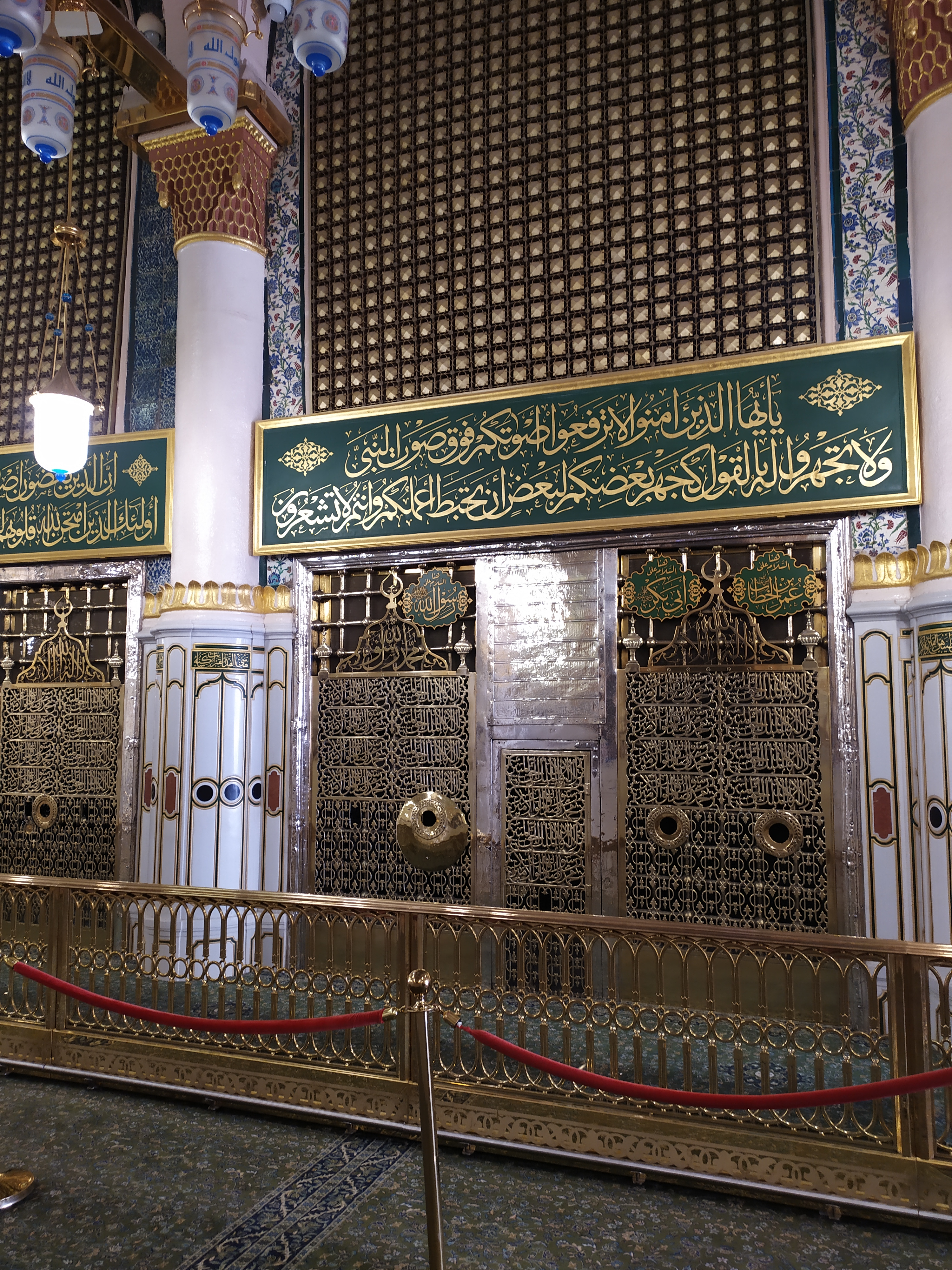
المسجد النبوي في المدينة المنورة ،واجهة الروضة الشريفة

أعطى «بيت الرسول» أهمية كبيرة للفن المعماري الإسلامي حيث إنه وضع النموذج الأولي لبناء المسجد على الطراز الإسلامي، المكان عبارة عن فناء وقاعة بها أعمدة لأداء الصلاة ملائم للصلاة وتصميمه لم يأتِ من العدم؛ فهو إما أنه مُستوحى من معبد هوسا (باليمن في القرن الثاني قبل الميلاد) أومن كنيس دورا أوربوس (مجدد 245)، وقد بني هذا البيت من مواد قابلة للتلف مثل (الخشب والطين)، لذلك لم يبقَ «بيت الرسول» طويلاً بل اقتصر بقاؤه على الأوصاف المفصّلة التي وردت في المصادر العربية..يقع المسجد النبوي بالمدينة المنورة حالياً في موقعه المعروف.
في البداية، كان من الصعب تمييز أثر الفنون الإسلامية عن الفنون الساسانية والبيزنطية والأموية. وقد ظهر الإسلام في أماكن كان الفن فيها نادراً  ولكنه كان محاطا بإمبراطوريات رائعة في إنتاجها الفني. فاستخدم الفنانون الإسلاميون في البداية نفس التقنيات والأسباب متأثرين بالحضارات المحيطة بهم. فقد لوحِظت لديهم وفرة الإنتاج وخاصة في إنتاج الخزف غير المطلي، وخير شاهد على ذلك وعاء صغير مشهور المحفوظ الآن في متحف اللوفر تؤكد النقوش الموجودة عليه على رجوعه للفترة الإسلامية. يُعد هذا الوعاء من أحد الآثار التي ساعدت في نشر سمات الفن ما بين قبل الإسلام وبعده في أماكن مثل شوشان بإيران.

#### الفن الأموي
المقال الرئيسي: الفن الأموي

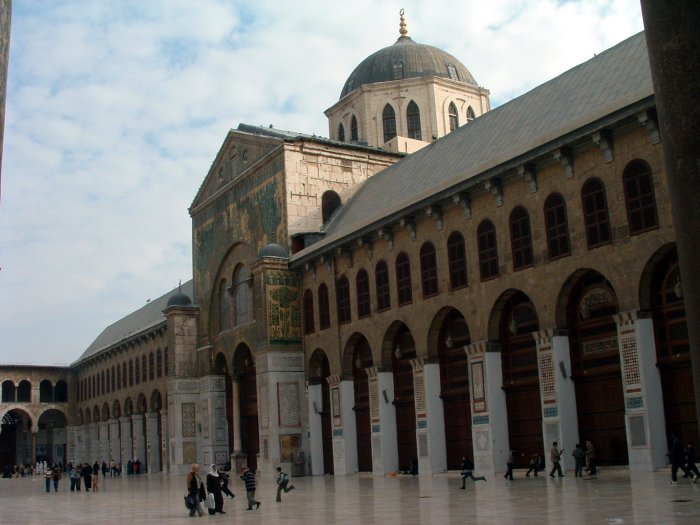
مسجد بني أمية الكبير بدمشق

الفترة التاريخية:الخلافة الأموية في دمشق
الآثار والأعمال الرئيسية: قبة الصخرة، مسجد بني أمية الكبير.
تطور فن العمارة الدينية والمدنية تحت حكم الأمويين بفضل إدخال مفاهيم وخطط جديدة. وهكذا في الحقيقة أصبح الطراز العربي (فناء وقاعة بها أعمدة للصلاة) هو النموذج المثالي للبناء وذلك يظهر في المكان المقدس لديهم في مدينة دمشق_المعبد القديم لكوكب المشتري بدلاً من كنيسة القديس يوحنا المعمدان_جامع بني أمية الكبير.هذا المبني بمثابة مرجع رئيسي للمعماريين (ومؤرخي الفن) لنشأة الطراز العربي. ومع ذلك، يبدو أن أحدث أعمال ميريام روسن آيالون توضح أن الخطة العربية قبل ذلك بعض الشيء مع اكتمال بناء المسجد الأقصى بالقدس.

قبة الصخرة هي بناء منفصل عن المسجد الأقصى ويقع ضمن ساحة الحرم من الجهة الجنوبية له وهذا ما يحاول الصهاينة تدميرة بعمل حفريات أسفل المسجد لاعتقدهم بإنشاء معبد سيدنا سليمان. وكان المسجد على مر الزمان مكانا للعبادة قبل أن تفرض الصلاة على المسلمين في القرآن الكريم قال تعالى: (سبحان الذي أسرى بعبده ليلا من المسجد الحرام إلى المسجد الأقصى الذي باركنا حوله) صدق الله العظيم من سورة الإسراء. فنحن نعلم كأمة إسلامية أن الصلوات لم تكن مفروضة بعد على المسلمين قبل حادثة الإسراء والمعراج، وبرغم ذلك كان المسجد وهو في أرض مباركة.

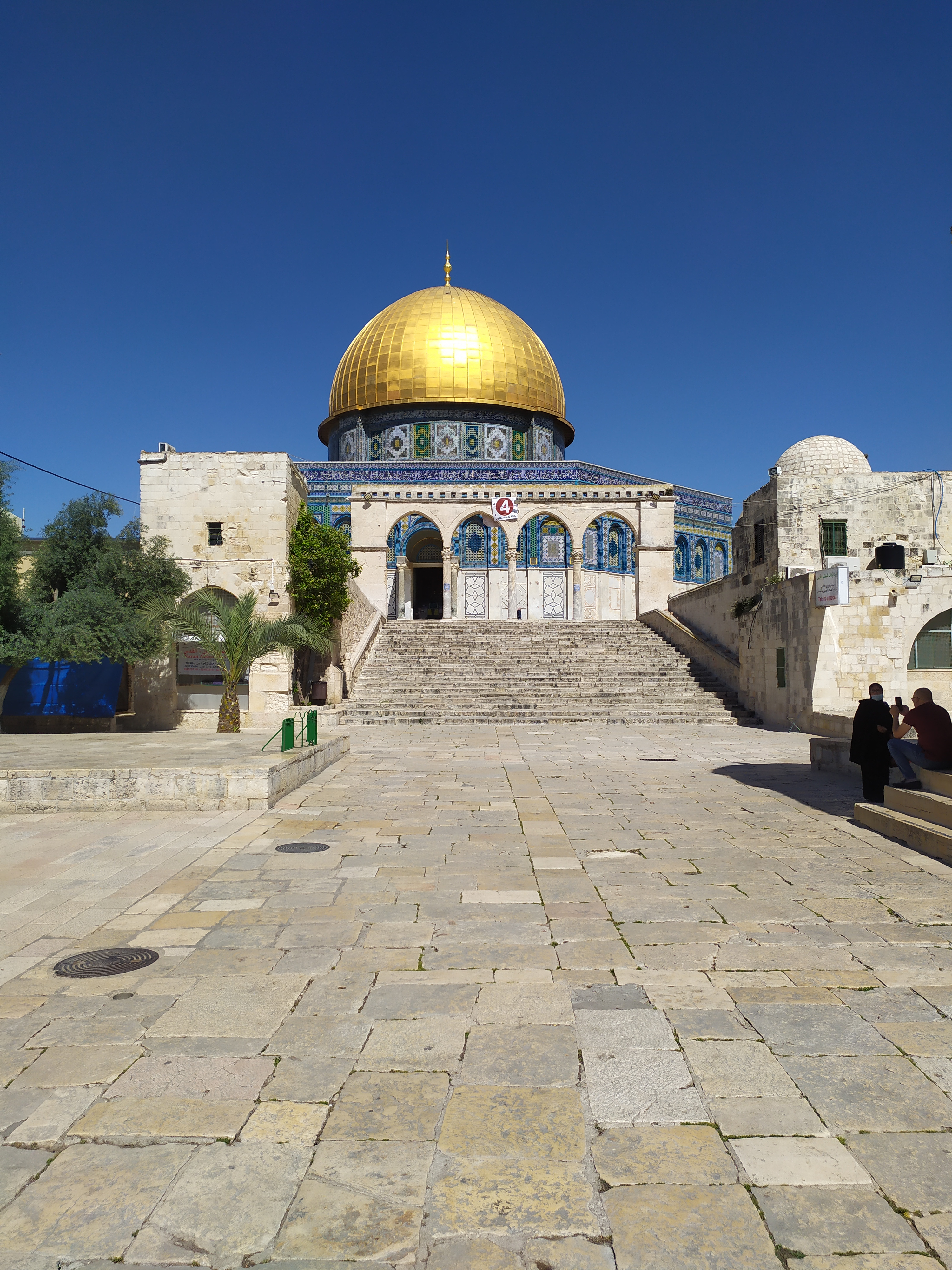
قبة الصخرة المشرفة في القدس،أحد أهم المعالم التاريخية والإسلامية

أما قبة الصخرة المشرفة فقد شيدت في عهد الخليفة الأموي عبد الملك بن مروان أي بعد وفاة الرسول (ص)، فقبة الصخرة ليست المسجد الأقصى
تُعد قبة الصخرة بالقدس بلا شك واحدة من أهم المباني في العمارة الإسلامية، وهي تأثرت كثيراً بالفن البيزنطي (مثل الفسيفساء التي خلفيتها من الذهب، وسطحها يُذكرنا بسانت سيبولكر) ولكن وجدنا بالفعل عناصر إسلامية بحتة مثل إفريز النقش الكبير. ومع ذلك، لم ينتشر هذا الطراز وبالنسبة لأوليج جرابر اعتبره" أول نصب وضح الإبداع الجمالي للإسلام" وظلت دون أعقاب.
أيضاً، فالقلاع الصحراوية في فلسطين تقدم لنا الكثير من المعلومات عن فن العمارة المدنية والعسكرية، بالرغم أن وظيفتها تخضع لضمان: مثل خان، المنتجعات، المساكن المُحصنة وقصر مُستهدف للسياسة وهل كل هذه الأشياء تسمح بالاتصال بين الخليفة والقبائل اليدوية؟
إن المتخصصين يكافحون من أجل إتخاذ القرار، يبدو إن استخدامها قد يختلف وفقاً للموقع. يعتبر عنجر المدينة بأكملها، تخبرنا عن نوع من التخطيط لا يزال قريب جداً من روما القديمة، كاردو والمثاعب مثل الرملة.
بالإضافة إلي فن العمارة، اشتغل الحرفيون في الخزف وكثير من الأحيان يكون غير مطلي، وأحياناً يكون طلاء شفاف بلون أخضر أو أصفر مثل المعادن، وكذلك المعادن. مازال من الصعب جداً تمييز هذه الأشياء عن تلك الفترة ما قبل الإسلام، أعاد الحرفيون استخدام العناصر الغربية (كأوراق شجر النبات، أوراق الأقنثة، وما إلي ذلك)والساسانية (رسوم الأجنحة التي استرجعت رسوم الخوذ).
في مجال العمارة وفي فن الأثاث، لم يخترع الفنانون والحرفيون الأمويين مفردات جديدة ولكنهم استخدموا مفردات العصور القديمة من البحر المتوسط وإيران، هذه المفردات تتكيف مع تصميمهم الفني. كما حدث في مسجد بني أمية الكبير بدمشق، فإنهم قاموا باستبدال العناصر التصويرية بالفسيفساء البيزنطية التي تكون بمثابة نماذج للأشجار والمدن. وأيضاً، تشهد القلاع الصحراوية خاصة هذه الاستدانة. أثناء خلط التقاليد وإعادة تكيف الأسباب وعناصر العمارة، فهم يخلقون شيئاً فشيئاً فن إسلامي مثالي. وضحت هذه البراعة خاصة في جمال الأرابسك ويوضح أيضاً في الآيات التي توجد في المصاحف المضيئة.

#### الفن العباسي
المقال الرئيسي: الفن العباسي
الفترة التاريخية:الخلافة العباسية

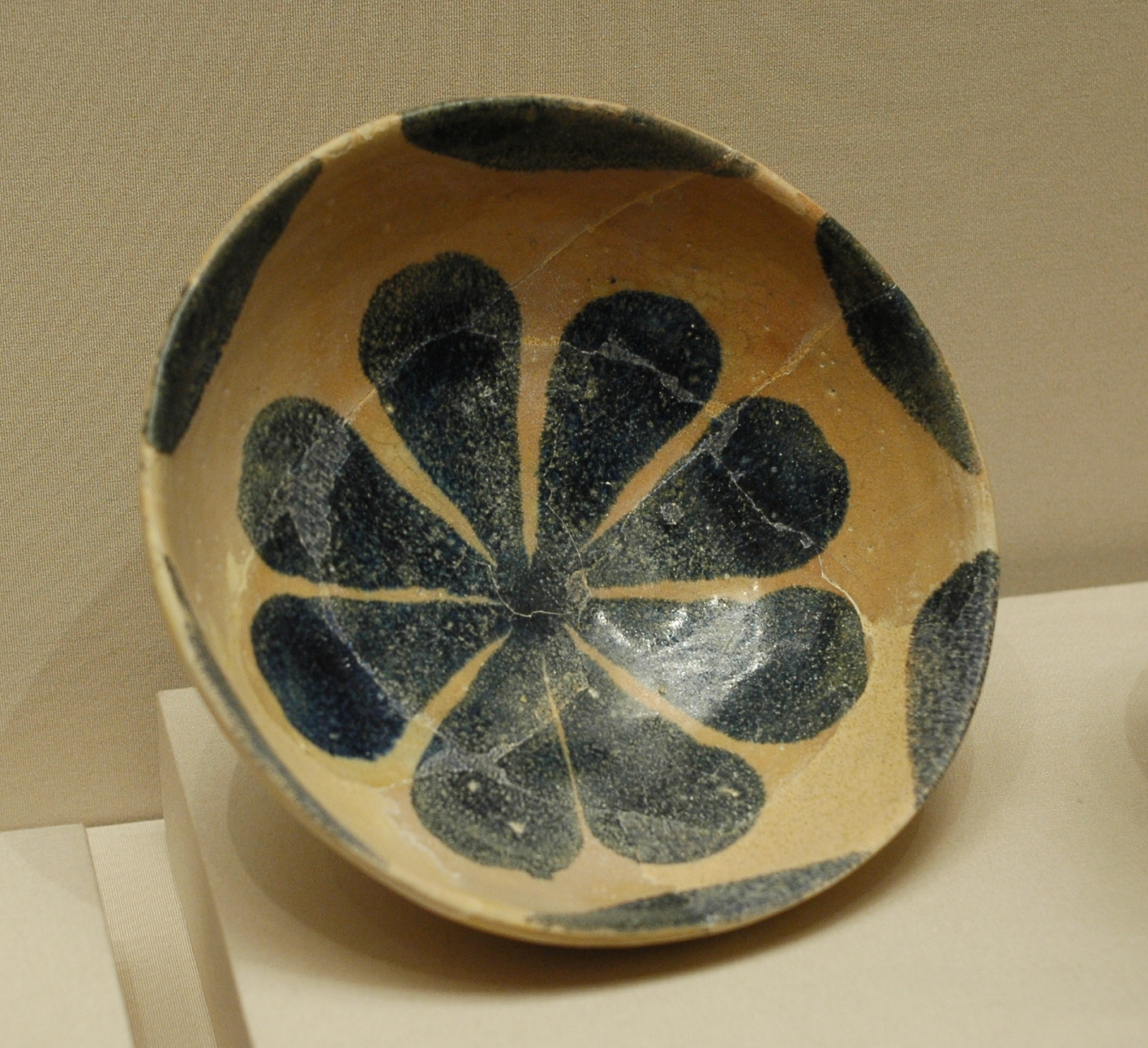
قطعة ريدة، القرنين الثامن والتاسع بإيران

بعد انتقال مركز السلطة إلي العراق، وجدنا مدن مُتتالية وهم يعتبروا عواصم، ظهروا علي الساحة وهم:بغداد وسامراء بالعراق.
كانت مدينة بغداد مهجورة لانها مُغطاه من حولها بمنازل كثيرة. وقد استطاعنا الوصول إليها من قبل عدة مصادر، وصفت هذه المصادر بغداد بأنها مدينة مدورة وفي منتصفها يوجد مسجد كبير وقصر. بالنسبة لسامراء، فقد شاركت في العديد من حملات التنقيب خاصة بواسطة ارنست هرتسفلد ومؤخراً بواسطة الاستير نورسيدج.وقد أنشأها المعتصم تقريبا من الصفر عام 836, هي تمتد حوالي ثلاثين كيلومتر وتشمل العديد من القصور، وأيضاً تشمل مسجدان كبيران وثكنات.وفي وقت وفاة الموتميد عام 892 انقضعت كل المعلومات عن هذه القضية ولكن هذه المدينة وفرت لنا معلومات زمنية موثقة.
قدمت سامراء مجموعة واسعة من الأثاث، وخاصة الجص الذي ساهم في الزخرفة المعمارية، والعناصر الزخرفية التي تُستخدم إلي حد ما علي نقوش المباني. وأيضاً، هذه الزخارف تتواجد في فن الأثاث منذ مصر الطولونية إلي إيران وخاصة في الخشب
يعد فن الخزف من أكبر ابتكارين مشهورين وهم: اختراع الفخار والبريق المعدني وكل هذه الأشياء تم العثور عليها بعد فترة كبيرة من اختفاء الأسر الحاكمة. يُسمي هذا الخزف في الفن الإسلامي:«فخار» وهو خزف مُغطي بالصقيل مع أكسيد القصدير، ومزين بالسطح الألمس.تضاعف الخزف الصيني منذ القرن الثامن بشوشان وهو به ديكورات باللون الأزرق والأبيض، وهذا الانتشار بفضل أكسيد الكوبالت. ويعتبر مرجع هذه الزخارف صغير نسبيا وهم: الزخارف النباتية وإبيغرافيا
.

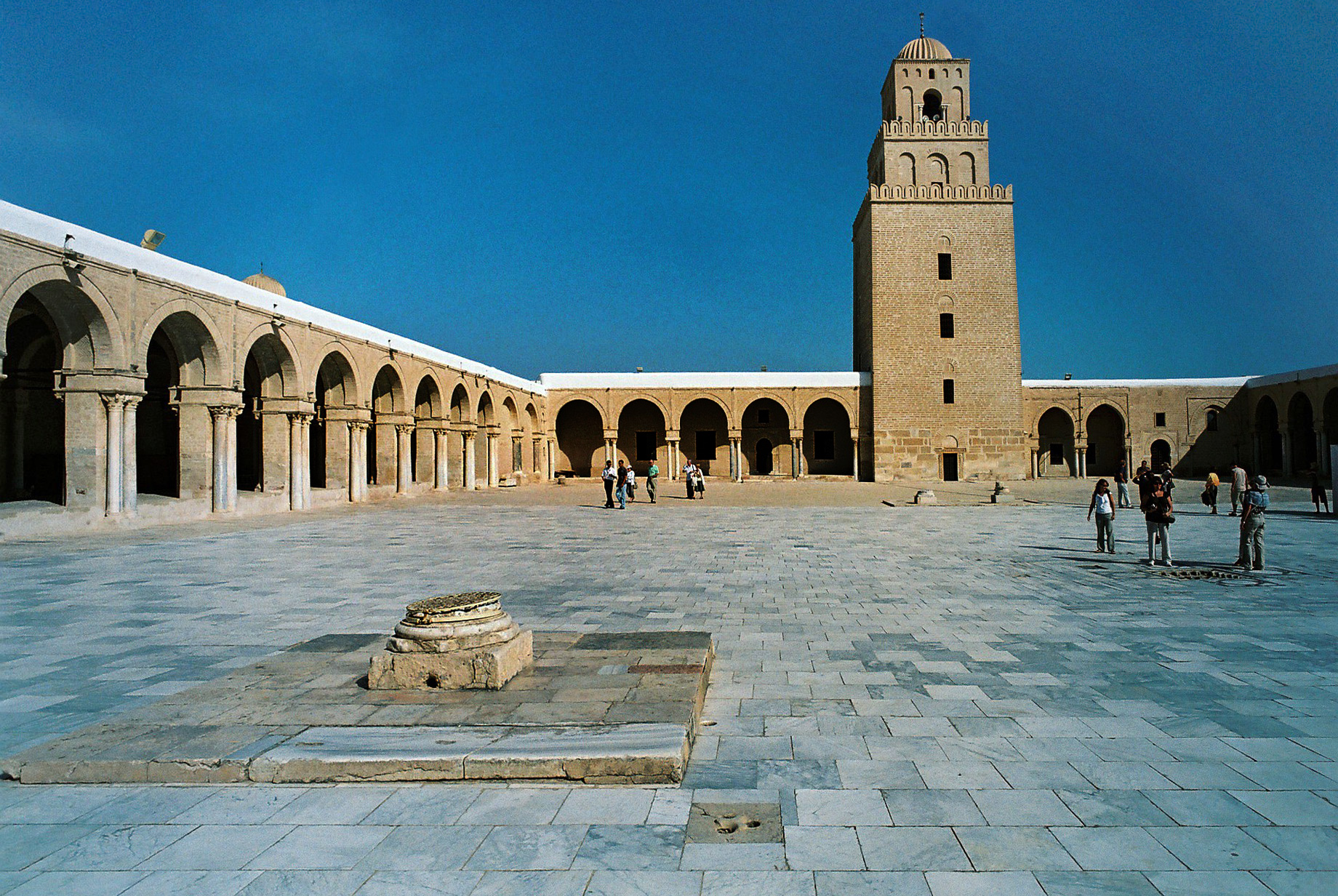
مسجد القيروان الكبير, فن العمارة وديكور القرن التاسع, في القيروان بتونس

بالنسبة إلي البريق المعدني، ظهر هذا الفن في القرن التاسع، ربما عن طريق تحويل منتج كان مَصنوع من الزجاج إلي السيراميك. إن التسلسل الزمني لهذا الاختراع كان في القرون الأولي. وقد كان هذا الاختراع دقيق وأدي الي العديد من الإشكاليات. كانت أولي هذه البرائق مُتعددة الألوان ولا يوجد بها رسوم رمزية ثم أصبحت رمزية وأحادية اللون منذ القرن العاشر_إذ اخذنا بالرأي المُتعارف عليه_الذي يستند جزئيا علي محراب جامع عقبة بن نافع.
بالنسبة للزجاج شفاف أو غير شفاف، فهو أيضاً منتج يزين عن طريق صبُهُ في قالب أو بإضافات العناصر الأخرى له. هناك عدة أمثلة لقطع الزجاج، القطعة الأكثر شهرة بدون شك هي bol aux lièvres وهي محفوظة بسان مارك بالبندقية، وديكورات هندسية من هذه المواد تم حفرها في سامراء.

### فترة العصور الوسطي (القرن التاسع _القرن الخامس عشر)
منذ القرن التاسع، هُوجمت السلطة العباسية في الولايات الأكثر بعداً عن المركز العراقي. كان ذلك تمهيداً لخليفة شيعي منافس وهو خليفة الفاطميين ثم خليفة أمويون إسبانيا الذي قام بتجسيد هذه المعارضة في حين ظهور سلالات صغيرة من الحكام المُستقلون في إيران.

#### إسبانيا والمغرب
'المقالات الرئيسية: فن الأمويين بإسبانيا، فن المرابطين والموحدين، فن النصرية، فن الحفصية، الزيانية والمرينية.
'الفترات التاريخية:الخلافة بقرطبة، حقبة ملوك الطوائف، السلطنات من المرابطين والموحدين، الحفصيون، الزيانيين، بنو نصر والمرينيين.
الأثار والأعمال الرئيسية:الجامع الكبير في قرطبة، مسجد الكتبية، قصر الحمراء.

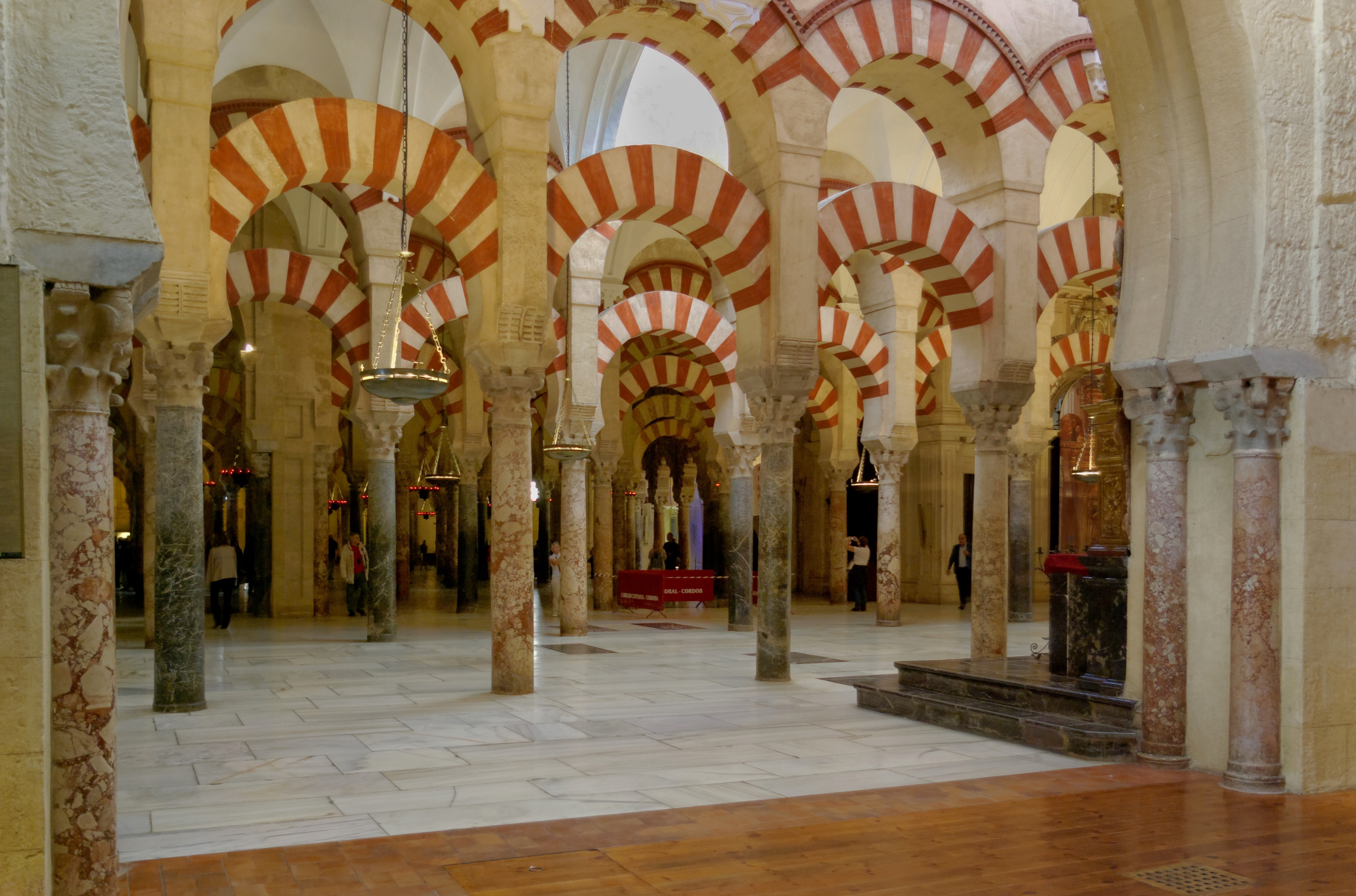
الجامع الكبير في قرطبة، غرفة للصلاة.

يُعتبر الأمويين هم أول سلالة حاكمة استقرت بإسبانيا (الأندلس).فإن اسمها يوضحها، فإن هذه السلالة تنتمي إلي كبار الأمويين بسوريا، وهم الذين أبادوا في القرن التاسع. بعد سقوطها، تولي الممالك المُستقلة المختلفة حكم البلد. مثل ملوك الطوائف (1031-1091) ولكن كان الإنتاج الفني في هذه الفترة لا يختلف جوهرياً عن ما قبل هذا التغيير السياسي.وفي نهاية القرن الحادي عشر، استولي قبيلتين من البربر بصورة مُتتالية علي حكم المغرب وإسبانيا، فسقطت الأندلس. قدم المرابطون والموحدون تأثيرات مغربية للفن في هذا الوقت. على الرغم من ذلك، قامت الملوك المسيحية بالغزو تدريجياً علي إسبانيا الإسلامية حتى انقضى عليها في القرن الحادى عشر ولم يبق منها سوى غرناطة مع سلالة بنو نصر 1238 التي تمكنت من الصمود حتى 1492.

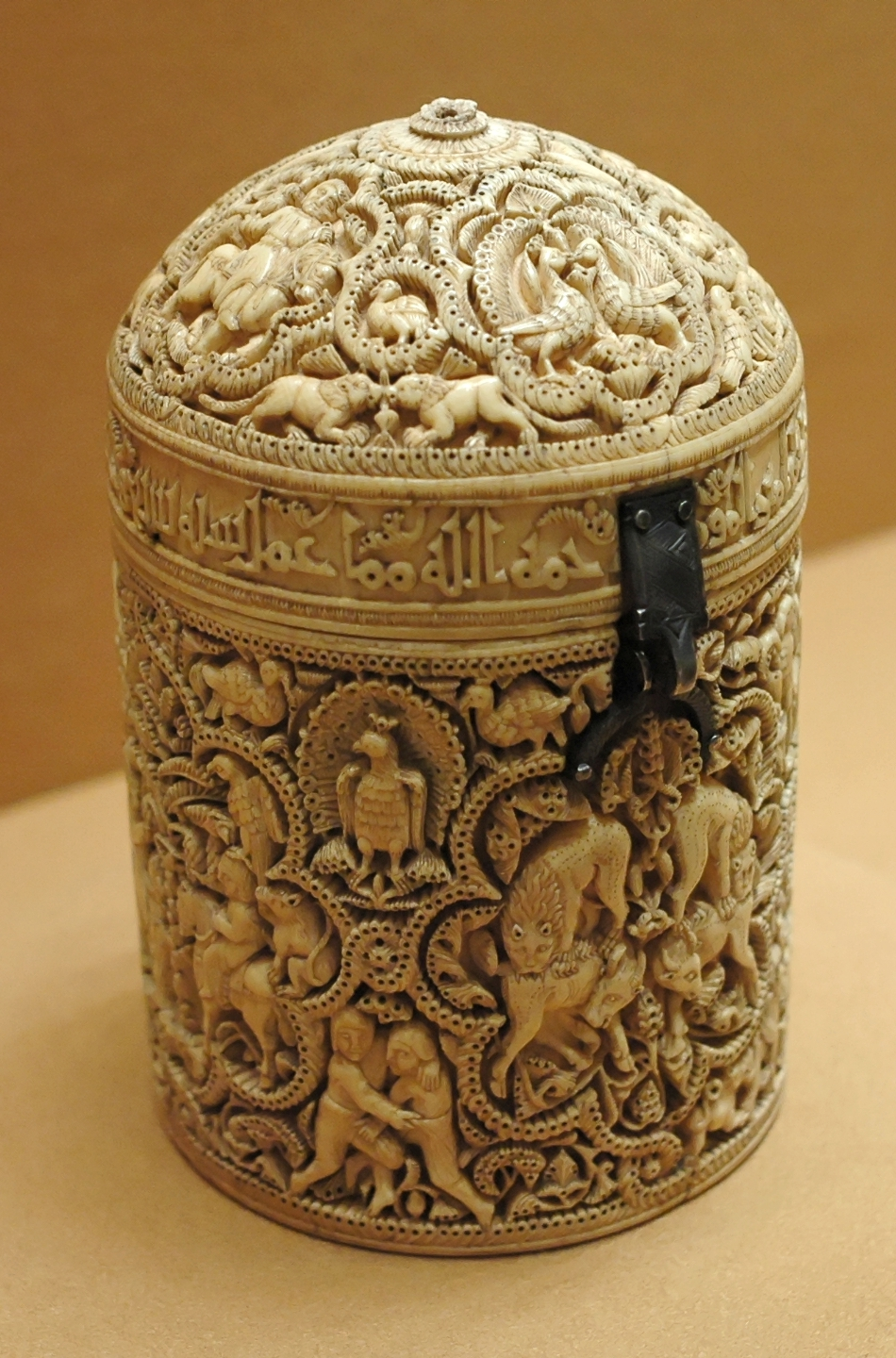
علبة مجوهرات المغيرة، 968، من العاج، بمتحف اللوفر

في المغرب، تناول الحفصيون(1230),الزيانيون(1235),المرينيون(1258)الشُعلة الموحدة. بالنسبة المارينيون، منذ بداية عاصمتهم فاس، فهم يُشاركون في العديد من الحملات العسكرية في كل من إسبانيا وتونس اللذان لا يستطيعان طرد الحفصيون، لان هذه السلالة متأصلة بقوة. وكان الزيانيون لديهم تبادُلات قوية مع إمارة غرناطة، وأيضاً وقعوا اتفاقيات ضد تاج أراغون والمرينيون. لاحظ المرينيون ضعف سلطتهم منذ القرن الخامس عشر واستُبدلت السلطة أخيراً من قبل الاشراف عام (1549), وخضع الحفصيون لغزو الأتراك بالدولة العثمانية في عام 1574.
تُعد الأندلس مكان للثقافة الواسعة في فترة العصور الوسطي.بالإضافة إلي الجامعات الكبري مثل ابن رشد التي تسمح بنشر الفلسفات والعلوم الغير معروفة لدي العالم الغربي، أيضاً هذه المنطقة مُتوافر بها الفن. نري ذلك موضحاً، في الهندسة المعمارية بالجامع الكبير بقرطبة ولكن لاينبغي أن نخفي الإنجازات الأخرى مثل مسجد باب المردوم بطليطلة أو مدينة الخلافة من مدينة الزهراء.في الجزء الآخر من هذه الفترة، وجدنا خاصة قصر الحمراء بغرناطة.كثيرا من الخواص تميز فن العمارة الإسبانية منها أشكال الأقواس: بعضهم نصف دائرى مُستمد من النماذج القوطية الغربية بالإضافة إلى النماذج الرومانية، لكن الفصوص المُعتادة أيضاً تبدو الأكثر نموذجية في الفترة الإسلامية.معالجة المحراب تُعد جزء صغير وهي سمة مُميزة جداً لإسبانيا.
استخدمت بعض التقنيات لصنع الأشياء، منها العاج وهو يُستخدم في صناعة الصناديق وعلب المجوهرات، ويُعتبر علبة مجوهرات المغيرة هي تحفة منقوش عليها مشاهد مُجسمة في فن الايقونية، هذه المشاهد من الصعب تفسيرها.
ظهر العديد من التماثيل ثلاثية الأبعاد في هذا الوقت، عادة تكون نادر ظهورها في الأراضي الإسلامية. بالنسبة للمعدن، فهو يستخدم للالأكوامانيل أو فتحات النوافير، أما الحجر، فهو يستخدم علي سبيل المثال: في نافورة الأسود بقصر الحمراء.
بالنسبة للاقمشة، فهي تُصدر للخارج إلي حد كبير، وخاصة الحرير. نجد العديد من كنوز الحرير في الكنائس الغربية، فهم يغلفون عظام القديسين بالحرير. أما بالنسبة للخزف، فكانت التقنيات التقليدية تُسطير عليه بشكل خاص في البريق المعدني المُستخدم علي البلاط، علي الزهريات كما نلاحظه بقصر غرناطة. منذ تولي الأسر الحاكمة حكم المغرب، لاحظنا أيضاً الحس الفني في أعمال الخشب سواء منحوت عليه أو مدهون، علي سبيل المثال في منبر مسجد الكتبية بمراكش عام 1137, وهو يعتبر أفضل مثال بين الحس الفني المبدع.
كان فن العمارة غير معروف بإفريقيا الشمالية بسبب عدم وجود أبحاث منذ إنهاء الاستعمار.تسترد الأسر المرابطين والموحدين حداثتهم من إسبانيا، وهم يتميزون دائما في أبحاثهم بالتقشف وهذا تم انعكاسه علي المساجد، فأصبحت المساجد بلا جدران.نشأت أسر المرينيون هندسة معمارية هامة ولكنها غير معروفة، وأيضاً أبدعوا في العمل الرائع علي الخشب سواء كان مدهون أو منحوت عليه أو مُطعم بشئ.

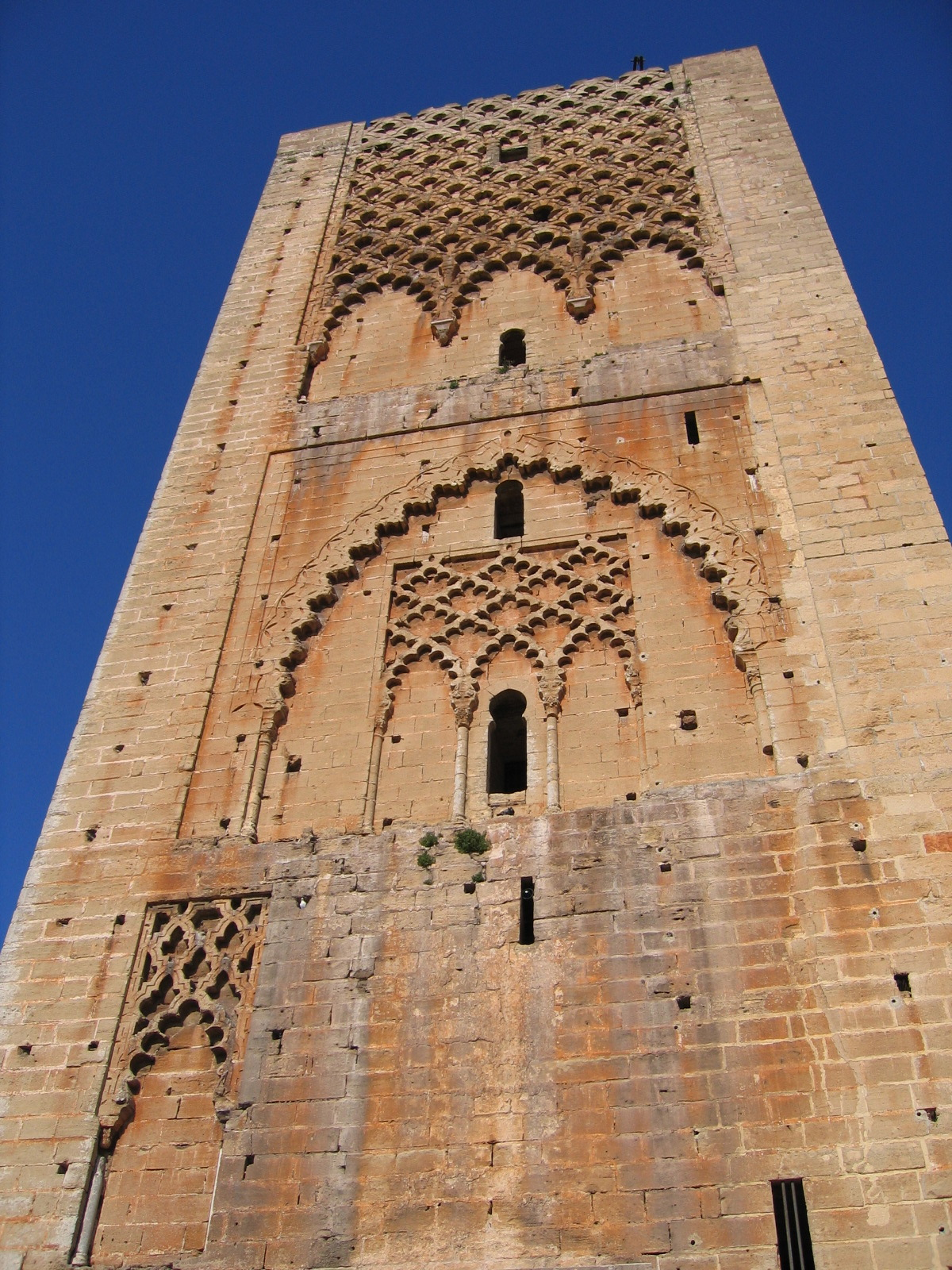
صومعة حسان، الرباط، المغرب

#### مصر وسوريا

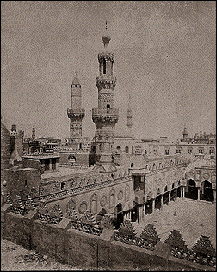
مسجد الأزهر

المقالات الرئيسية:الفن الفاطمي، فن الفاطميين المملوكيين في مصر وسوريا، الفن المملوكي وهندسة مملوك.
الفترات التاريخية:الخلافة الفاطمية بالقيروان والقاهرة، الأيوبيين، سلطنة مملوك.
اثار وأعمال مشهورة: ابريق من الطيور، والدلو من سانت لويس.
كانت السلالة الفاطمية حاكمة لمصر منذ 909 إلي 1171, وهي واحدة من السلالات الشيعية النادرة في العالم الإسلامي. اٌنشأت هذه السلالة في أفريقيا عام 909, وصلت مصر عام 969 حيث أسست مدينة الخلافة في القاهرة، بشمال الفسطاط والتي لا تزال مَركزاً اقتصاديا هاماً. أعطت هذه السلالة أهمية كبيرة لفن العمارة سواء الدينية أو العلمانية، والتي لا زال في ذلك مثل المساجد: مسجد الأزهر والحكيم، فلذلك نٌفذت جدران القاهرة علي يد الوزير بدر الجمالي. بل تعتبر هذه السُلالة أيضاً مصدر غني لإنتاج التحف الفنية في المواد المختلفة مثل:الخشب، العاج، الخزف اللامع المدهون تحت السطح، الصياغة،المعادن المطعمة،الزجاج الغير شفاف وأيضاً البلور الصخري. العديد من الحرفيين المسيحيين، الأقباط، يشهدون علي العديد من الأعمال الايقونية المسيحية. وأيضاً هم الذين يمثلون الدين خاصة في عهد الفاطميين المتسامحين. يتميز الفن بالأيقونات الغنية، التي تُستغل إلي حد كبير شكل الإنسان والحيوان في تمثيل الرسوم المتحركة والتي تميل إلي تحرر العناصر الزخرفية البحتة مثل عيون الحشرات الموجود في الخزف اللامع. إنه يثري كثيراً من الناحية الفنية أكثر من الأسلوبية بالتواصلات التجارية مع ثقافات دول البحر الأبيض المتوسط، وخاصة، بيزنطة. الدولة الفاطمية هي أيضا واحدة من الدول القليلة التي تعمل في النحت ثلاثي الأبعاد، وكثير من الأحيان من البرونز. في نفس الوقت، انتحل أتابك السلطة بسوريا، وهم حكام لعرب من الأمراء السلاجقة.كانوا مستقلين جداً، انهم يكرهون الأمراء الأتراك ويدعمون إلى حد كبير استقرار صليبيون الفرنج. في عام 1171، استولى صلاح الدين علي مصر الفاطمية، وضع علي عرش مصر سلالة الأيوبيين. هذه الفترة ليست مُجزية بالنسبة للهندسة المعمارية، والتي لا تحجب إصلاح وتحسين دفاعات لمدينة القاهرة. استمر الخزف اللامع أو المدهون تحت السطح، والمعادن المطعمة ذات جودة عالية. وظهر الزجاج المطلي بالميناء في الربع الأخير من القرن الثاني عشر، وخاصة الزجاجات والاكواب.
تولوا المماليك الأيوبيونالسلطة في مصر عام 1250ووصلوا إلي سوريا عام 1261 وفازوا بعد هزيمة المغول. لم يكن بالمعنى الدقيق للكلمة، أسر حاكمة لأن الحُكام لا يحكمون من الأب إلى الابن، في الواقع، المماليك هم عبيد أتراك حُرروا ولكنهم أمضوا حياتهم مع الرفقاء المحررين دون الوصول (نظريا) للحكم. وسوف تستمر هذه الحكومة المعارضة ما يقرب من ثلاثة قرون، حتى 1517، وأدي الي ذلك وفرة في فن عمارة الحجر، وتتألف من رسوم مُعقدة كبيرة سلطانية وأميرية خاصة في القاهرة. تقدمت الزخرفة بفضل الحجر المُطعم من ألوانه المختلفة، وفقاً لإسلوب الأبلق، وكذلك العمل الهام علي الخشب المطُعم بأنماط هندسية زاهية. وأيضاً، قاموا بالمحافظة علي الزجاج المطلي بالميناء، وأيضاً المعدن المُطعم.
وكانت من أكثر الآثار الإسلامية شُهرة في هذه الفترة هو الدلو وهو مصنوع بيد النَحَاس محمد بن الزين.

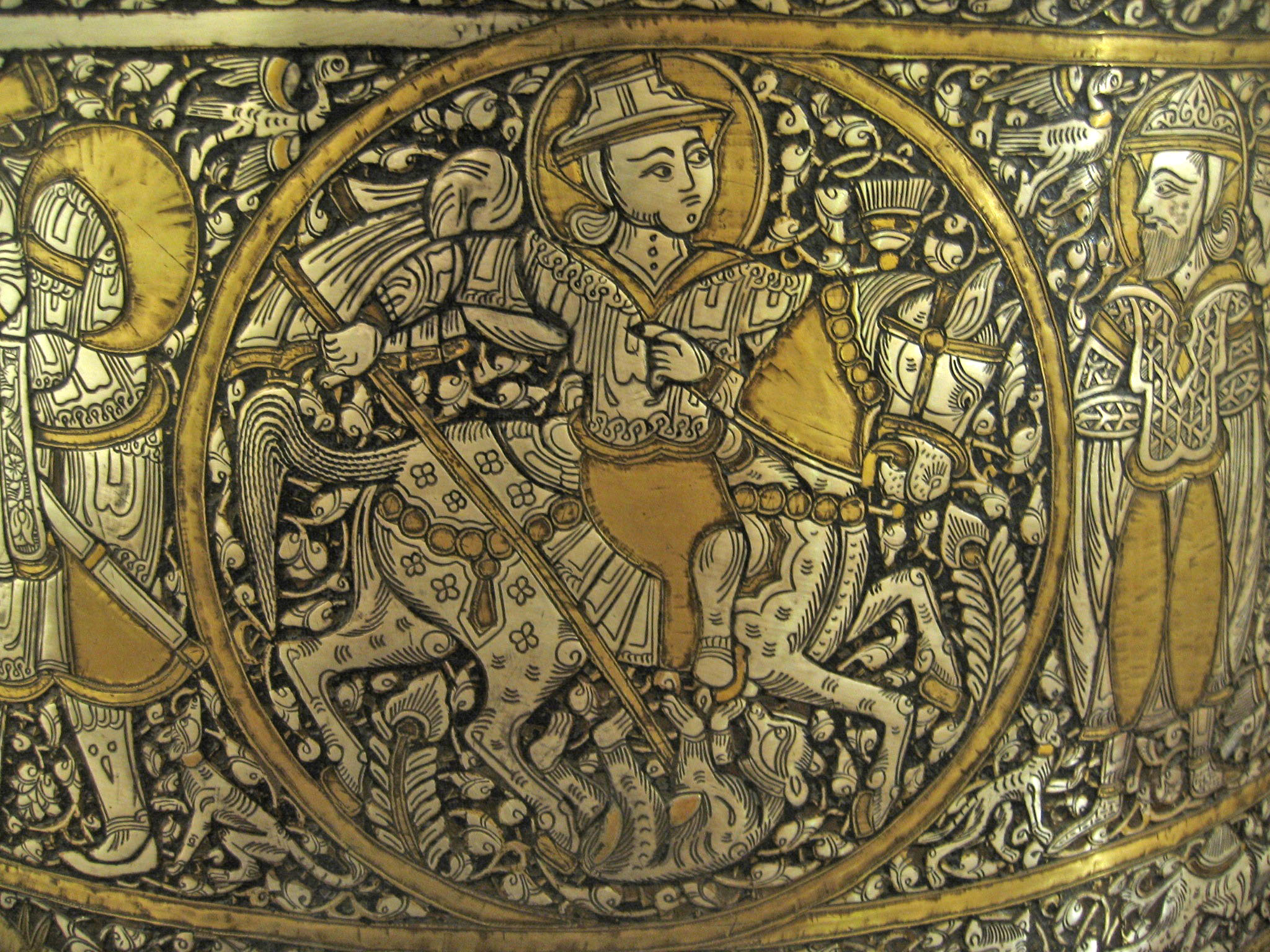
المعمودية من سانت لويس، فن المماليك، في بداية القرن الرابع عشر.

#### إيران وآسيا الوسطي
المقال الرئيسي: فن سلجوقيون إيران.

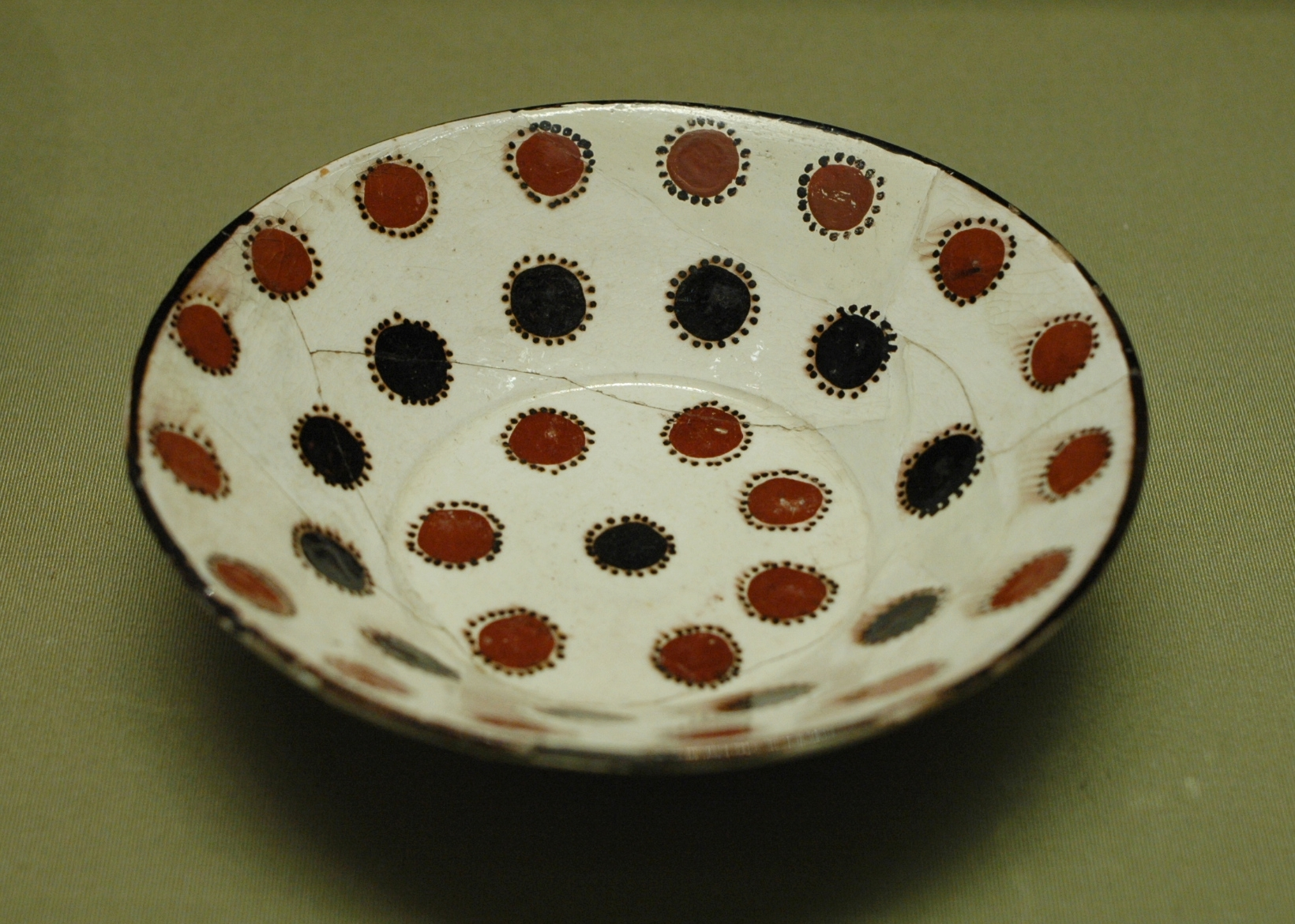
كأس مزين بدهان الفخار, تحت التزجيج، من القرن الحادي عشر الي الثالث عشر,متحف اللوفر.

في دولة إيران، شمال الهند، كان الطاهريون، السامانيون، الغزنويونوالغوريون يتنافسون علي السلطة في القرن العاشر.كان الفن وسيلة أساسية لإثبات الذات أمام الآخرين. تم إنشاء مدن كبري مثل نيسابور وغزنة والإصدار الحالي من الجامع الكبير بأصفهان. كما تطورت العمارة الجنائزية، بينما أنشأوا الخزافين العديد من القطع الفنية المُختلفة والمزخرفة بالمشكالعلي خلفية صفراء اللون، ومُزين باليَشب، وهذا يعني أنها تتكون من الكثير من الزجاج المَطلي بالألوان، أو بدهان الفخار تحت التزجيج.
كانوا البدو من أصل تركي (وهذا يعني، أنهم من آسيا الوسطى، التي كانت سابقاً تركستان)،السلاجقة تجتاح العالم الإسلامي إلى أواخر القرن العاشر. وكانوا محتجزون ببغداد عام 1048 واختبأوا بإيران 1194, علي الرغم أن تم تنفيذ الإنتاج المُسمي بإسمهم في أواخر القرن الثاني عشر إلي أوائل القرن الثالث عشر، لذا فقد تحققت للملوك المستقلة، الأصغر حجما.لقد ظهر علي يد السلاجقة ولأول مرة الخطة الإيرانية. كانت تقنية haft-rang للخزف تُستخدم العجائن لعمل حجر الصوَانيَ وفي هذه الفترة، أعاد الحرفيين الفن علي أحدث صيحة فقاموا بتطعيم المعادن الثمينة علي القطع الفنية بالبرونز.
في القرن الثالث عشر، اجتاحت العالم الإسلامي موجة جديدة من الغُزاة الذين وصلوا من آسيا الوسطى، حتي انهم عادوا الي ابواب فيينا: وهم المغولتحت قيادة زعيمهم جنكيز خان.وبعد موت جنكيز خان، انقسمت إمبراطوريتهبين ابنه والعديد من الفروع الأخرى الموجودين:بالصين سلالة يوان وفي إيران سلالة إيلخانية، بينما يوجد في شمال إيران البدو وهي تسمي القبيلة الذهبية.

##### الإيلخانيون
المقال الرئيسي:الإيلخانيون

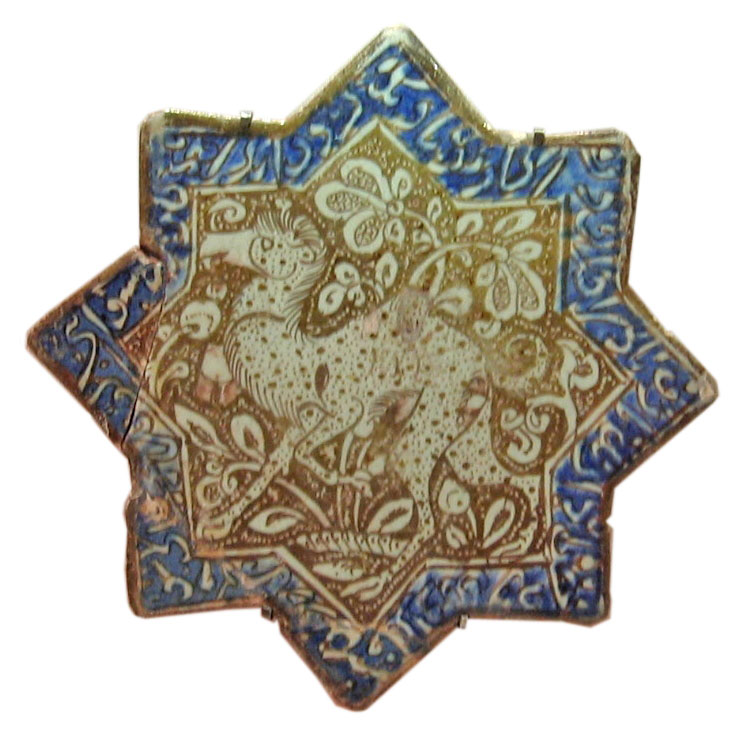
بلاطة مصقوله بالجمل ,إيران,القرن الرابع عشر,متحف اللوفر

في ظل هذه «الخانات الصغيرة» الذين في الأصل يخضعون لإمبراطور يوان ولكنها استقلت سريعاً، وطورت حضارة غنية. لذلك، اهتموا بالنشاط المعماري كما أن المغول أبدوا هذا التطوير وأصبح فن العمارة مبني إلي حد ما علي تقاليد البدو، وما يُثبت ذلك أن المباني كانت مُتجِها إلي الشمال والجنوب. وأننا نلاحظ، التبادلات الثقافية الهامة التي أُنشأت بالفعل مثل الخطة الإيرانية.كان قبر محمد أولجايتو بسلطانيه إيران وهو إحدي أعظم الآثار والأكثر تأثيراً بإيران، ولكن للأسف تدمير كبير قُضي عليه. أيضاً تحت حكم هذه السلالة، لقد نشأ فن الكتاب الفارسي من خلال المخطوطات الكبيرة مثل جامع التواريخ والذي يُسيطر عليه الوزير رشيد الدين. ظهرت تقنيات جديدة للخزف خاصة lajvardina وأيضاً لاحظنا تاثيرات صينية في كل الفنون الأخرى.

##### القبيلة الذهبية

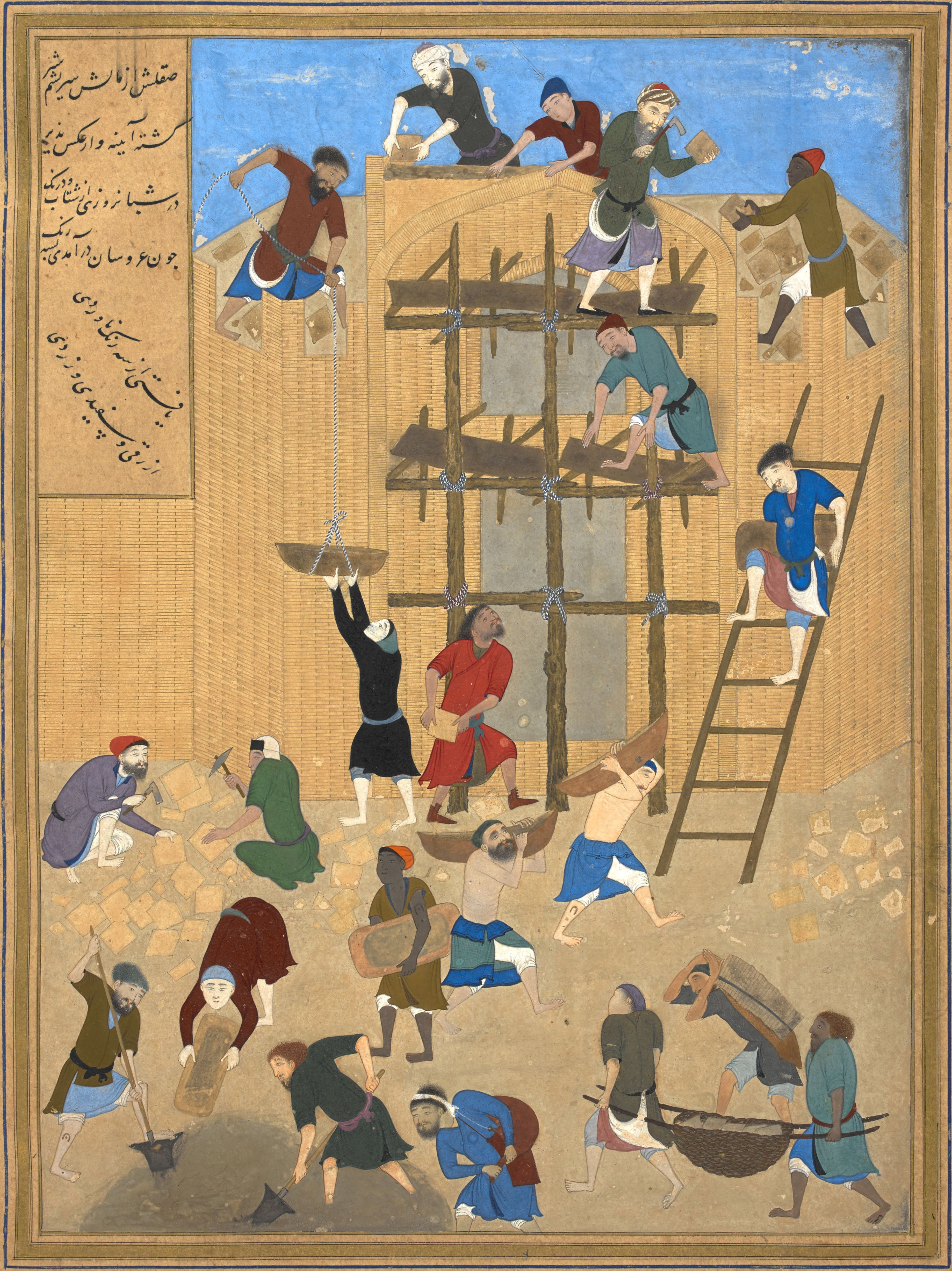
بناء الجدار،بفضل كمال الدين بِهْزاد

المقال الرئيسي: القبيلة الذهبية، الفن الإيراني المُستقل قبل السلاجقة، الفن السلجوقي بإيران، الفن الإيراني المغولي، الفن التيموري.
فترات تاريخية:سلطنة السلاجقة، القبيلة الذهبية، الإمبراطورية التيمورية.
كان فن البدو غير معروف في هذا الوقت، بدأ الباحثون بجهد كبير أن يهتموا بهذا الفن، وقد اكتشفوا أن هناك تخطيط وفن عمارة في هذه المناطق. أيضاً، تطورت حرفة الصياغة بشكل كبير في معظم القطع الفنية وهذا ما يدل علي التأثير الصيني القوي. وكانت هذه القطع الفنية محفوظة بمتحف الإرميتاج الموجود بسانت بطرسبرغ، وأنها ليست سوي بداية لدراستها.
تُعتبر قوات تيمورلنك هم مؤسسوا ثالث وأكبر فترة إيرانية علي مر العصور الوسطي، وتُعد هذه القوات هي الغزو الثالث للبدو: وهم التيموريون. يرجع التطوير في القرن الخامس عشر إلي هذه السلالة، وكان أكثر الفنون شُهرة في هذا الوقت هو فن الكتاب الفارسي وخاصة بالنسبة للرسامين مثل كمال الدين بهزاد والعديد من الأسر والرعاة. يشهد التخطيط وفن العمارة عصر ذهبي وخاصة في آثار مدينة سمرقند. يُعد ديكور الخزف وقُبب المقرنصات الأكثر فاعلية. كما نُلاحظ أيضاً، التأثير القوي لفن الكتاب والتأثير الصيني علي كل المجالات. في هذه الفترة، أثبت التيموريون ارتباطهم بالفن الفارسي الذي أضاف بانطلاقه الكثير في الإمبراطورية الصفوية.

#### الأناضول
المقال الرئيسي:الفن السلجوقي بالاناضول، الفن التركماني، فن التركمان وأوائل العثمانيين بالأناضول.
فترات تاريخية: سلطنة السلاجقة، الدولة العثمانية.
في ظل استمرار هذا الاتجاه، واصل الاتراك السلاجقة غزوهم حتي الاناضول. بعد معركة ملاذكرد في عام 1071، شُكلت سلطنة مُستقلة من أبناء عمومتهم الإيرانيين. تبدو أن سُلطتهم انهارت في بداية عام 1243 بعد غزوات المغول، ولكن ظل طبع النقود بإسمهم حتي عام 1304. تَشكلت الهندسة المعمارية والأشياء علي مختلف الأنماط، الإيرانية أكثر من السورية مع مراعاة النسب الدقيقة. يُعتبر الخشب فن كبير، ووجدنا مخطوطة مصورة وحيدة تعود إلي هذه الفترة.
التركمان الغير معروفين يتجولون في منطقة بحيرة فان، غير ذلك، وجدنا العديد من المساجد مثل مسجد تبريز الأزرق وأنهم جميعاً لديهم تأثير حاسم في الأناضول بعد سقوط السلاجقة الروم أكثر من إيران خلال عهد أسرة التيمورية. في الواقع، منذ القرن الثالث عشر، كانت الأناضول مُهيمن عليها من قبل الأسر الصغيرة التركمانية الذين يقيمون ويستولون تدريجياً علي الأراضي البيزنطية.شيئا فشيئا، ظهرت سلالة وهي العثمانية والتي كانت تسمي قبل 1453"أوائل العثمانيين".قام الرعاة بممارسة فن العمارة بشكل رئيسي حيث ظهر بحت لوحدة المساحة في عمل القباب .بالنسبة للخزف، اقتُرح ان يكون الخزف من معالم الفن العثماني وذلك من خلال"خزف ميليتوس وأوائل الاناضول الأبيض والأزرق.

#### الهند
المقال الرئيسي: فن سلطنات الهند.
الفترة التاريخية: سلطنة دلهي.

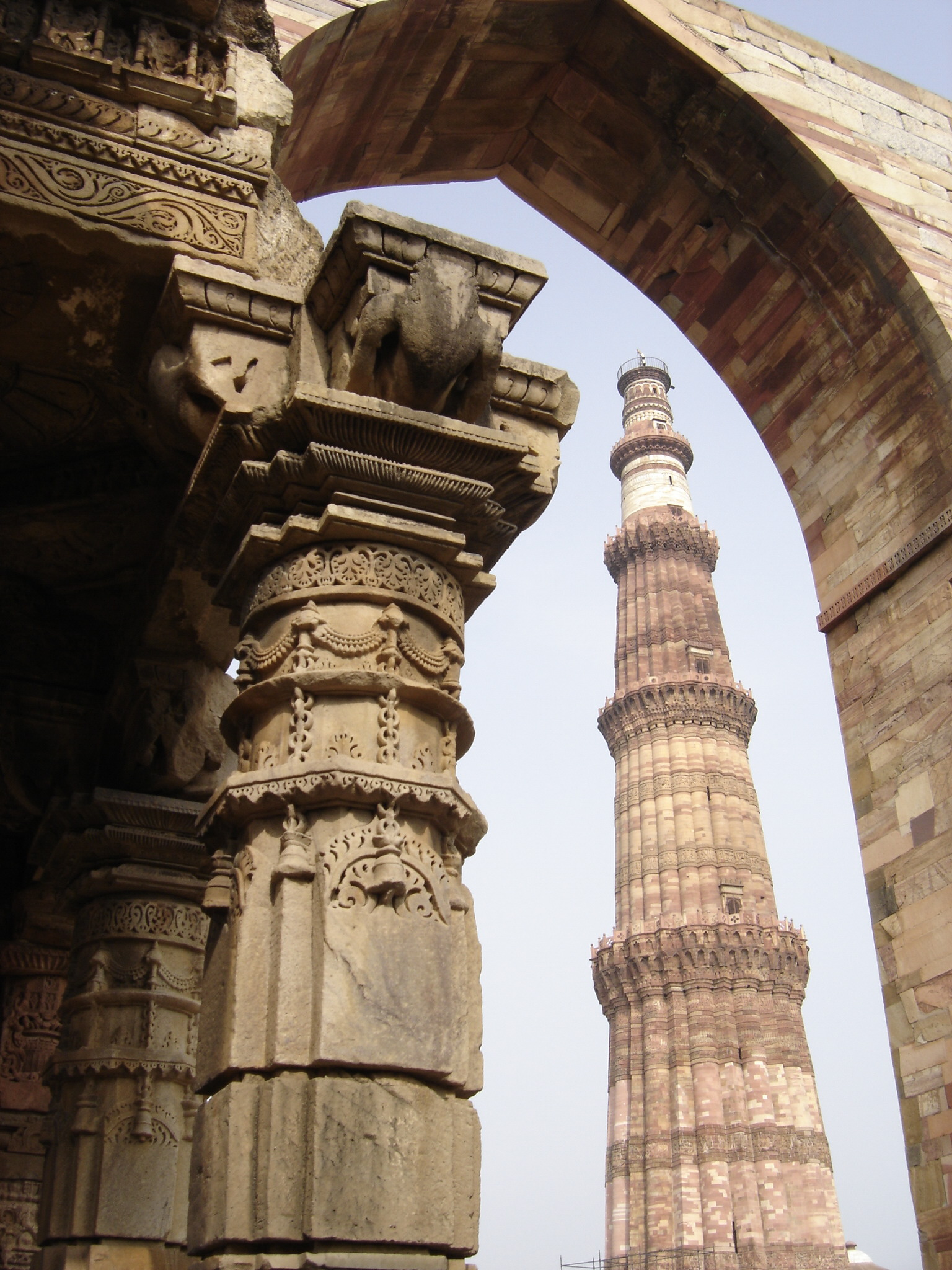
جامع قوات الإسلام,بدلهي

غُزت الهند من قبل الغزنويون وغوريون في القرن التاسع، ولم تصبح مستقلة الا منذ عام 1206 وذلك عندما استولي عليها المعازيين أو الملوك والعبيد، مؤكدين علي نشأة سلطنة دلهي.فيما بعد، ظهرت سلطنات أخرى متنافسة معروفة في بنجل وكشمير وفي ولاية غوجارات وجاونبور ومالوا وأيضا بهمانيد التي تقع في شمال هضبة الدكن.انهم كانوا يبعدون عن التقاليد الفارسية، وانشأوا فن العمارة والتخطيط المبني علي توفيق المعتقدات مع الفن الهندوسي.لم يُدرس تقريبا إنتاج الأشياء في هذا الوقت ولكن ادركنا أهمية فن الكتاب. انتهت فترة السلطنات مع وصول المغول الذين استولوا تدريجيا على المنطقة بأكملها.

### الإمبراطوريات الثلاث (من القرن الخامس عشر الي التاسع عشر)

#### العثمانيين
المقال الرئيسي: فن من الدولة العثمانية.
فترة تاريخية: الدولة العثمانية.
ولدت الدولة العثمانية في القرن الرابع عشر، واستمرت حتي اليوم التالي من الحرب العالمية الأولي.وكانت علي مر الزمان والمكان، كانت هذه الإمبراطورية متميزة بالفن المُثمر، كانت متطورة في أشياء كثيرة منها فن العمارة، إنتاج كميات كبيرة من الخزف(وخاصة خزف مدينة إزنيقونشاط الصياغة الهام وفن الكتاب الفريد من نوعه المُتعدد التأثير.ظهر في هذه الحقبة، العديد من التبادلات مع الدول الشرقية مثل (إيران والصين) وأيضا تبادلات غربية وخاصة مع البندقية.
كان الرسم الفني للمساجد العثمانية هي تعتبر مستوحاة من التخطيط كتدرائية آيا صوفيا الذي اكتشفها المسلمين بعد غزو المدينة من قبل محمد الفاتحوأيضا من الأبحاث السابقة لأوائل العثمانيين.يجب أن نشير إلي فن عمارة سنان آغا الذي عاش فترات طويلة ما يقرب الي مائة عام وقدم العديد من المباني الأخرى.
في فن الكتاب، يمكن أن نشير الي على سبيل المثال، كتابين من إنشاء المهرجانات، واحد في نهاية القرن السادس عشر، والآخر للسلطان مراد الثالث، ويشمل هذا الكتاب العديد من الرسمات التوضيحية.كانت المُنمنمات متأثرة للغاية من قبل إيران الصفوية، عُرفت بعد أخذ العديد من الأشياء مثل غنائم الحرب في أوائل القرن السادس عشر، والوصول الي العديد من اللوحات الإيرانية.
وكان العثمانيون هم أول من استخدموا اللون الأحمر الزاهي علي الخزف ويسمي«أحمر إزنيق».يبقى ظهور هذا اللون المتميز بإبرازه، تدخل هذا اللون في 1557 منتج مثل مصباح مسجد السليمانية الموجود حاليا بمتحف فكتوريا وألبرت بلندن.

#### المغول

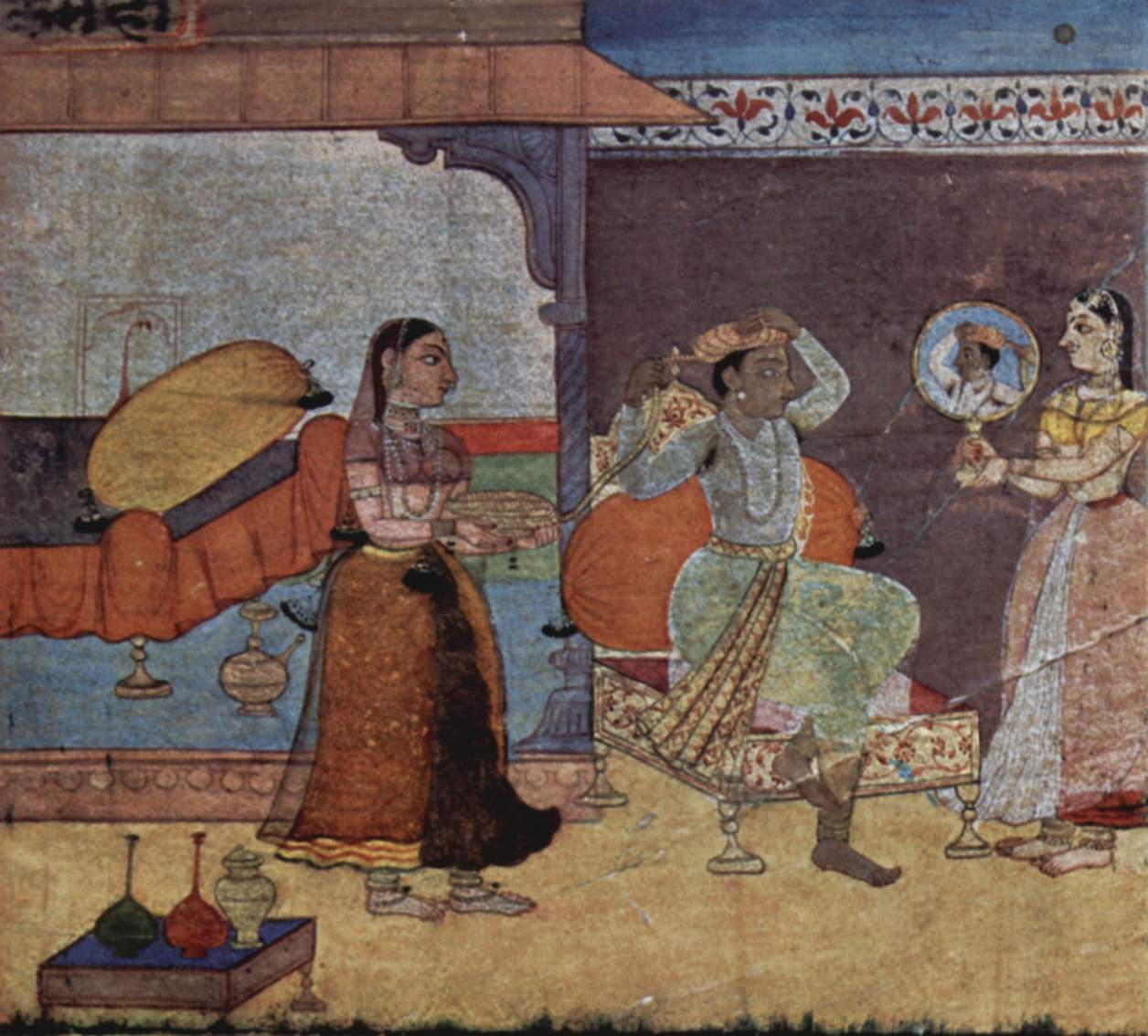
مخطوطة Rasikapriyâ ,بالهند، منذ 1610-1615

المقال الرئيسي: الهندسة المغولية وفن المغول.
الفترة التاريخية:الإمبراطورية المغولية.
حكم المغول الهند فترة ما بين 1526 إلي 1858 عندما استولى البريطانييون على البلد ليحموها. أصبح فن العمارة مُشرف بعد تنفيذ خطة المغول للمساجد، ونُشأ تاج محل وفن الصياغة واعمال الحجارة مثل اليشْب.صُنِعَت العديد من الخناجر المصنوعة من الحجر الصلب مثل رأس الحصان وهي مصنوعة بشكل خاص. أيضا، لقد وضع المغول العديد من الفنيات الخاصة في الصياغة مثل تقنية كوندان، والتي تتميز بالتطعيم الفاخر مستخدمة الزمرد، الياقوت، الماس وهي تُشكل زخرفة زهرية.
في عهد همايون، ازدهر فن الكتاب علي يد مجموعة من الفنانين الفرس العائدين من المنفى معه.ولكن رأينا ولأول مرة، التأثر الغربي القوي والذي تسبب في استخدام المنظور والتأثير من النقوش الأوروبية.وتوجد أيضا، مميزات هندوسية موجودة
بمراكز المحافظات.
يمكن أن نذكر أيضا، اختراع العاج، إن هذه التقنية لإنشاء قطع من المعدن، وصناديق التنبول، قواعد النارجيلة وهذه القواعد لونها أسود داكن وذلك يتعارض مع لماع الفضة والذهب.

#### الصفويين والقاجاريين

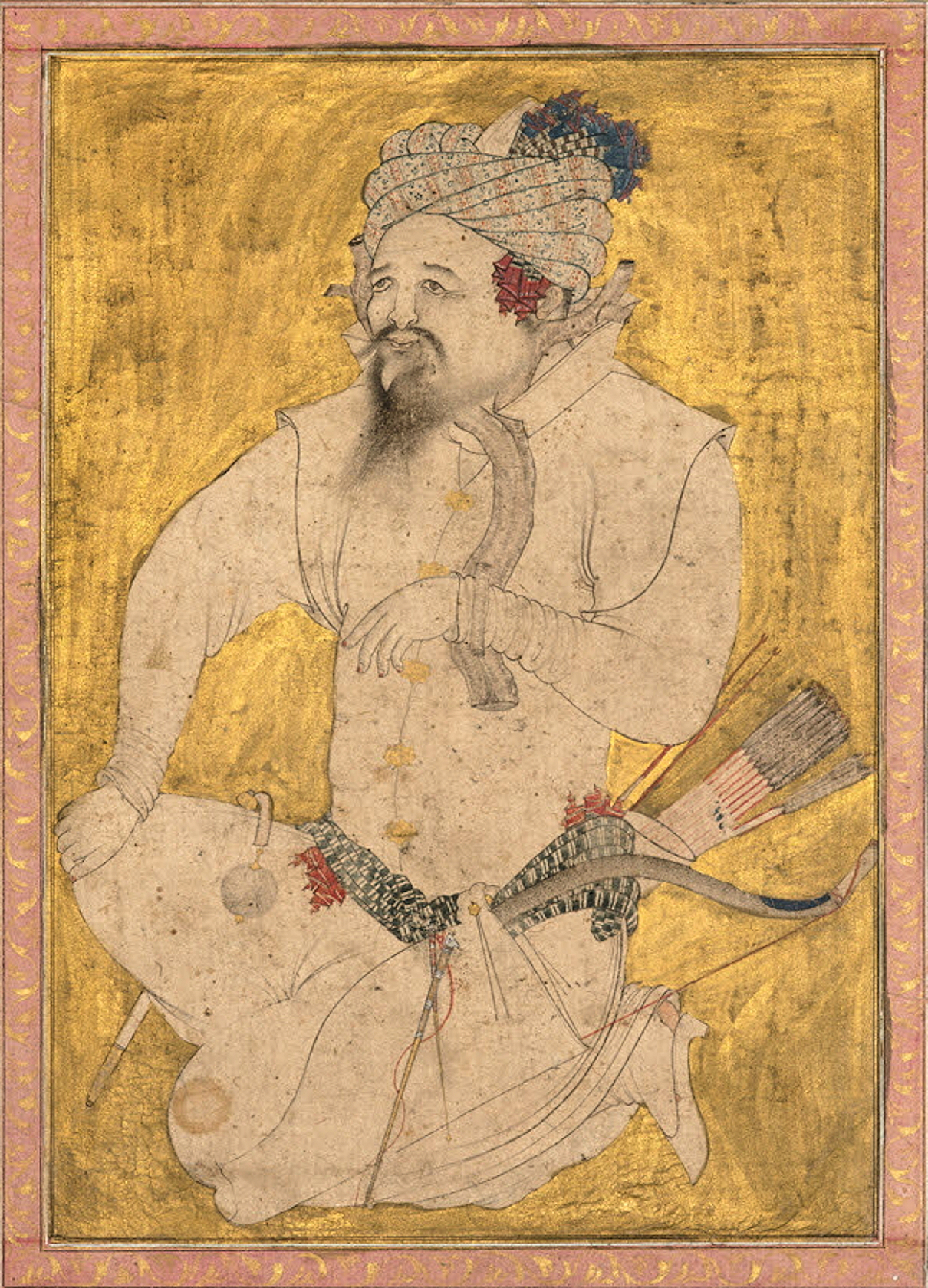
سجين تركماني، إيران، أخر القرن السادس عشر، متحف اللوفر.

المقال الرئيسي: الفن الصفوي، فن قاجار
فترات تاريخية: الصفويين، اسرة قاجار
إيران في فترة المغول والعثمانيين، قاومت الكثير من الصعوبات برأستها سلالة من الشيعة الاثنى عشر والتي استمرت من 1501 إلى 1786.شهد الفن الصفوي تدريجيا تطور قوي في الخزف وفن المعادن، منذ القرن السادس عشر لم يتم ترصيع الأشياء بمواد ثمينة ولكن بعجائن ملونة.لذلك، بعض المتخصصون تحدثوا عن تراجع في المعدن في القرن السادس عشر. كان الخزف الصيني محل تقدير في هذا الوقت، وذلك بإتباعه تقليد من اللون الأزرق والأبيض وعليها زخارف رائعة وهذا الخزف تطور أيضا من ناحية فن الكتاب والسجاد. ازدهر فن العمارة واُنشأت مدينة جديدة وهي اصفهان التي أنشأتها الشاه عباس: هذه المدينة تحتوي علي العديد من الحدائق، القصور المُرفهة مثل قصر علي قابو،بازار واسع ومسجد شاه الكبير.
وصل فن الكتاب إلي القمة، وخاصة شهنامة كبيرة لطهماسب الأول وهي مخطوطة ضخمة تحتوي على أكثر من 250 لوحات. حيث، تطور موع جديد من فن الرسم وهو يسمي رسم الألبوم (محقق).هذه المخطوطة تتكون من اوراق ملونة، مرسومة أو مكتوبة بعناية من قبل مختلف الفنانين وتم تجميعها من الهواة.وكانت رضا عباسي إحدي الممثليين لهذا الشكل الجديد.

كان سقوط الصفويين يندرج تحت غزوات أفغانستان، وهذا ادي إلي اضطرابات في القرن وتوقفت هذه الاضطرابات عند صعود قبيلة من التركمان إلي السلطة منذ حقبة المغول علي شواطئ بحر قزوين: القاجاريون.هذا الغزو نتج عنه تأثير كبير من الغرب: الصور الكبيرة المدهونة بالزيت بقماش شاه قاجر ويمكن أن نجدها في اللوح الفارسية وحتي لو لم يتم العثور على بعض الرموز المصغرة. في ظل حكمهم، انتعش فن العمارة الأثري مرة أخرى مع تطور مدينة طهران. واستُخدم تكنولوجيات عديدة في الفن مثل أعمال الصلب.

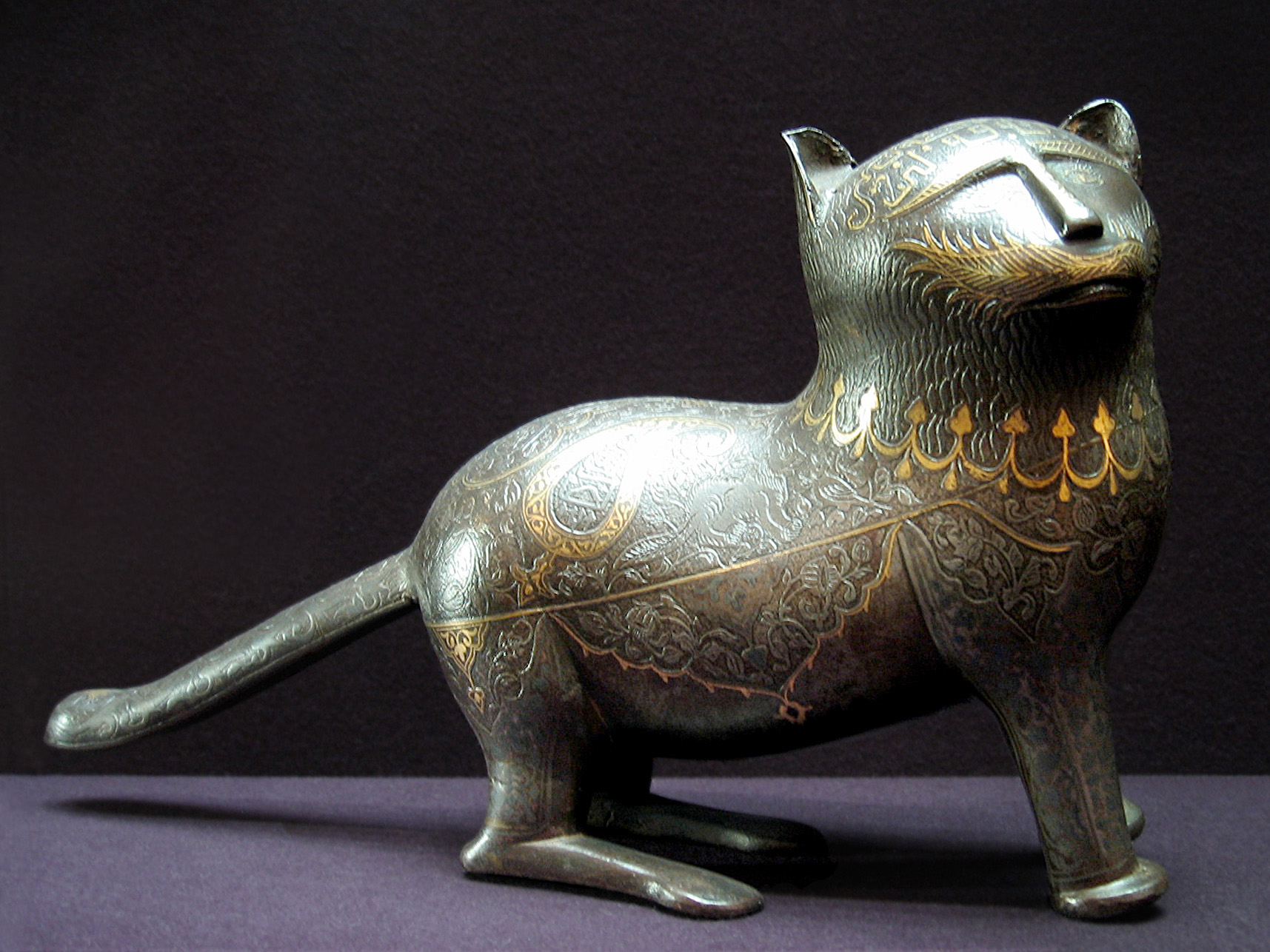
قط، من الصلب، إيران، في القرن التاسع عشر متحف اللوفر.

## تقنيات الفن الإسلامي

### التخطيط، فن العمارة والديكور

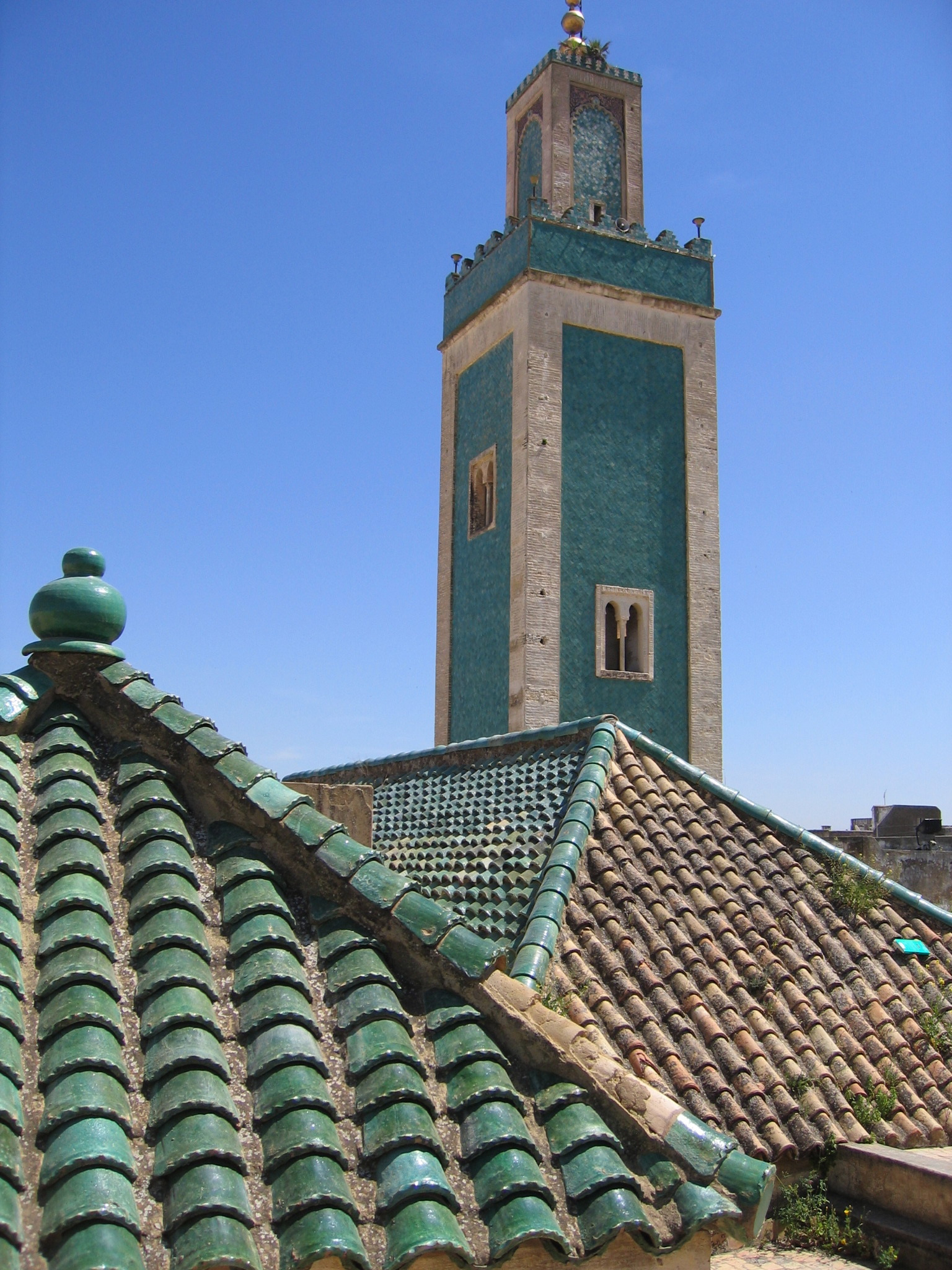
سقف من القرميد مزجج ومئذنة مربعة بمدرسة أبو عنانية بمكناس, في المغرب

المقال الرئيسي:فن العمارة الإسلامية.
أخذ فن العمارة العديد من الاشكال الخاصة في العالم الإسلامي، في كثير من الأحيان مرتبط بالدين الإسلامي: لدينا المساجد، اما المدارس هي المرجع وأخرى، أيضا وجدنا مباني نموذجية للبلاد الإسلامية تتكيف مع المذهب
تختلف أنماط المباني اختلافا كبيرا علي مر الزمان والمكان.قبل القرن الثالث عشر، في مَهْد العالم الإسلامي، أي في مصر، سوريا، العراق، تركيا، اتبعت المساجد تقريبا نفس الخطة العربية تتكون من ساحة كبيرة وغرفة للصلاة بها أعمدة ولكن تختلف اختلافا كبيرا في الديكور وحتى في أشكالها: تُبني المساجد المغربية علي شكل"T" مع محاور عمودية علي القبلة بينما بمصر وسوريا، تكون المحاور موازية للقبلة.اختلفت إيران عن باقي الدول، فهي لديها خصوصياتها أي إنها أول من استخدمت الطوب اللبن وديكورات الجص وأيضا الخزف واستخدام اشكال خاصة مأخوذة من فن العمارة الساسانية مثل إيوان والقوس الفارسي. أيضا العالم الإيراني كان في وقت نشأة المدارس. في إسبانيا، هناك كثير من الأذواق للعمارة الملونة مع استخدام أقواس مختلفة (حدوة حصان، الفصوص، الخ). في الأناضول، وتحت تأثير العمارة البيزنطية ولكن أيضا تطورات خاصة في هذه المنطقة علي نهج الخطة العربية، بُني مساجد عثمانية كبيرة فريدة من نوعها وهائلة. وضعت الهند المغولية خطط خاصة، تبتعد تدريجيا عن النموذج الإيراني وتسلط الضوء علي القباب البُصَيليّة

### فن الكتاب
المقال الرئيسي:المصغر الفارسي، فن الكتاب العربي، فن المنمنمة في الهند.
إن فن الكتاب يشمل كل من: اللوح، التجليد،خط اليد والمنمنمة، أي الأرابيسك ورسومات الهوامش والعناوين.
يقسم تقليديا فن الكتاب إلي ثلاث مناطق متميزة: العربية للمخطوطات السورية، المصرية،بلاد الرافدين، المغرب وحتي العثمانيين.في فارس، تم إنشاء المخطوطات في المنطقة الإيرانية أثناء الفترة المغولية والهندية، وتحتوي هذه المخطوطات علي الأعمال المغولية.كل من هذه المناطق لها أسلوبها الخاص مقسم إلى مدارس مختلفة مع الفنانين الخاصة بها، والاتفاقيات، وما إلى ذلك.كانت التطورات متساوية، حتى لو كان يبدو واضحا بوجود تأثيرات بين المدارس والأماكن الجغرافية مع تغييرات السياسات وحركة الفنانين المتكررة.انتشر الفنانين الفارسيين كثيرا عند العثمانيين وخاصة الهند

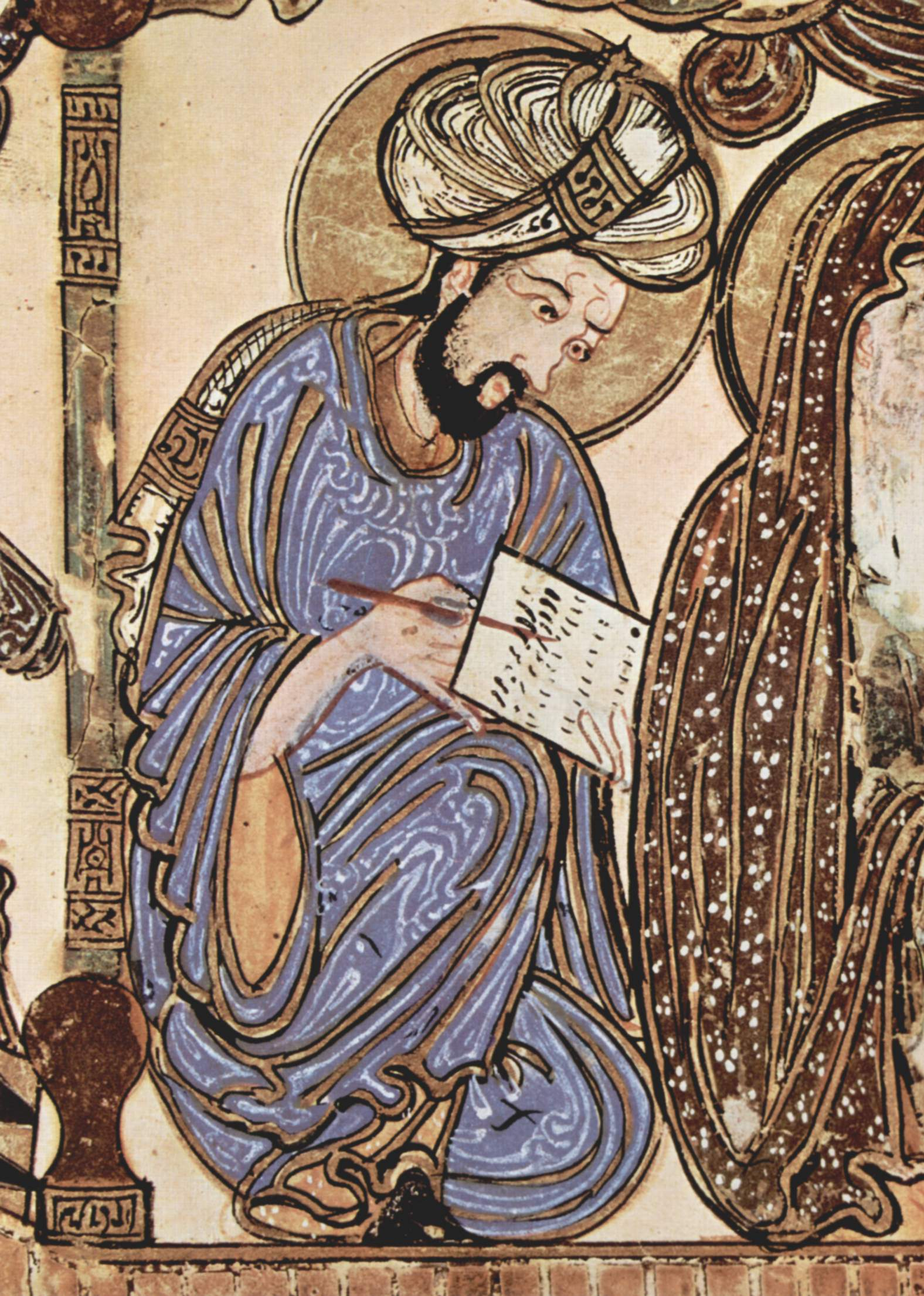
تفاصيل من لوحة عربية من القرن الثالث عشر.

### فن زخرفي
المقال الرئيسي: فن المعادن الإسلامي،فن الخزف الإسلامي

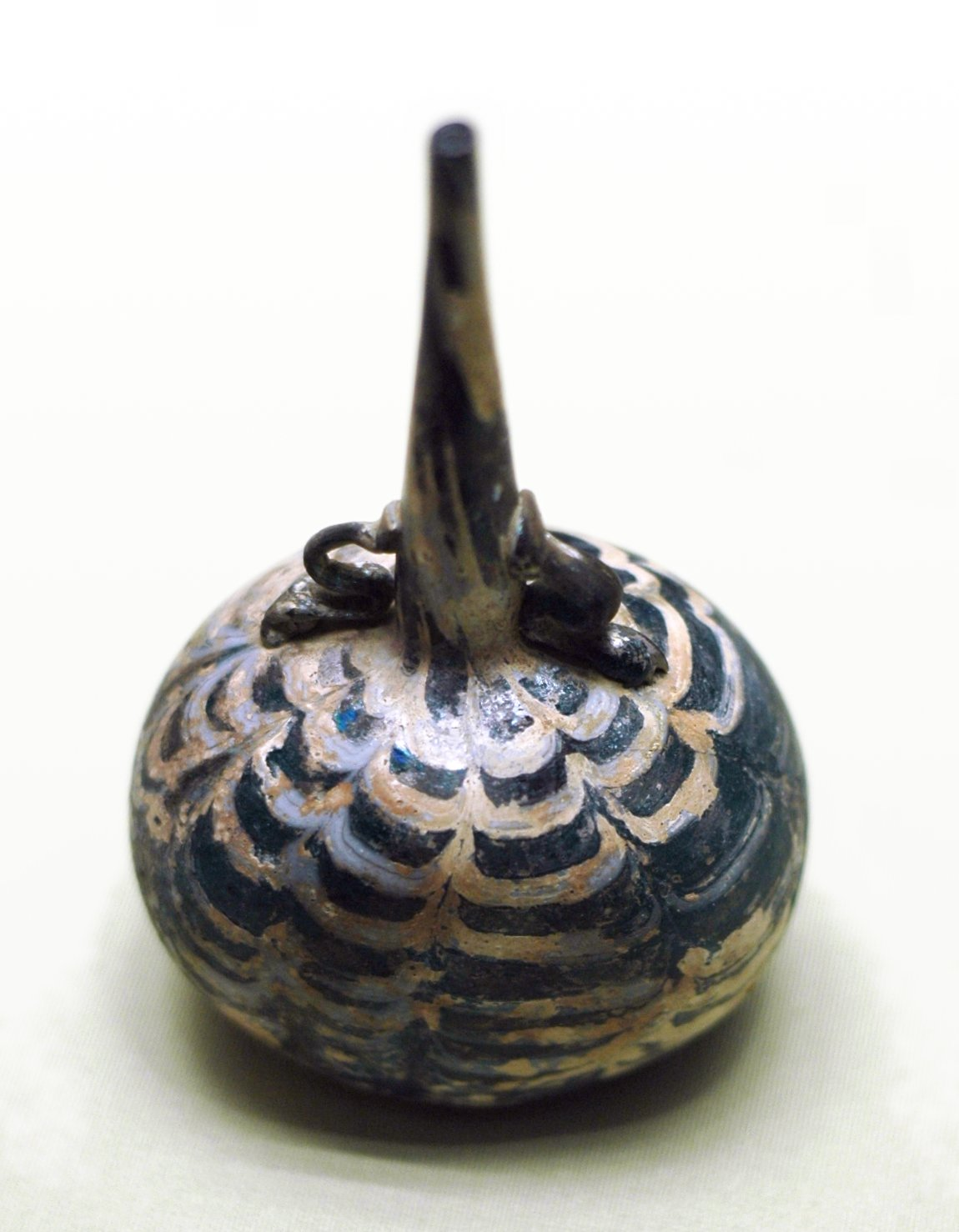
مرشة بزجاج منفوخ

في أوروبا تسمى «تعديلات الفنون» وهي جزء من الفنون الزخرفية.ومع ذلك، في بلاد الإسلام، في الحضارات الغير أوروبية أو القديمة، يستخدم بوسائل متعددة الأغراض الفنية، لكي يعطي الكمال والجمال للقطعة الفنية ويحظر تصنيفها إلي حرفة يدوية. وهكذا، إذا لم يهتم الفنانون بفن النحت لأسباب دينية.فيظهر في بعض الأحيان، عبر العصور والمناطق، انهم ينشغلون بالنشاط الابتكاري والسيطرة الملحوظة على هذه المناطق المختلفة: مثل فنون المعادن والخزف والزجاج والحجر المنحوت (وخاصة المرو ولكن أيضا الأحجار الصلبة مثل العقيق), خشب منحوت، خشب مطعم بالصدف،العاج.....

## أنماط ومواضيع وأيقونية الفن الإسلامي
عند مناقشة الفنون في البلاد الإسلامية، كثيرا ما نعتقد أنه فن تجريدي هو يتكون من أنماط هندسية وأرابيسك.مع ذلك، هناك أيضا العديد من اللوح الشخصية، وخاصة في كل المجالات البعيدة عن الدين.

### الفن الديني
تلعب الأديان دورا هاما في تطور فنون الإسلام، غالبا ما يكون الإنتاج لأغراض مقدسة.نشير بالطبع الي الدين الإسلامي حيث نعرف بتأكيد ان اغلبية العالم الإسلامي في القرن الثالث عشر كان يحتوي علي مسلمون وأيضا لعبت العقائد الأخرى دورا لا يستهان به في هذا الوقت، خاصة المسيحية وكانت تمتد من مصر وحتي تركيا الحالية، وأيضا الزرادشتية في العالم الإيراني والهندوسية والبوذية بالهند والإيحيائية بالمغرب.

### الفن والأدب

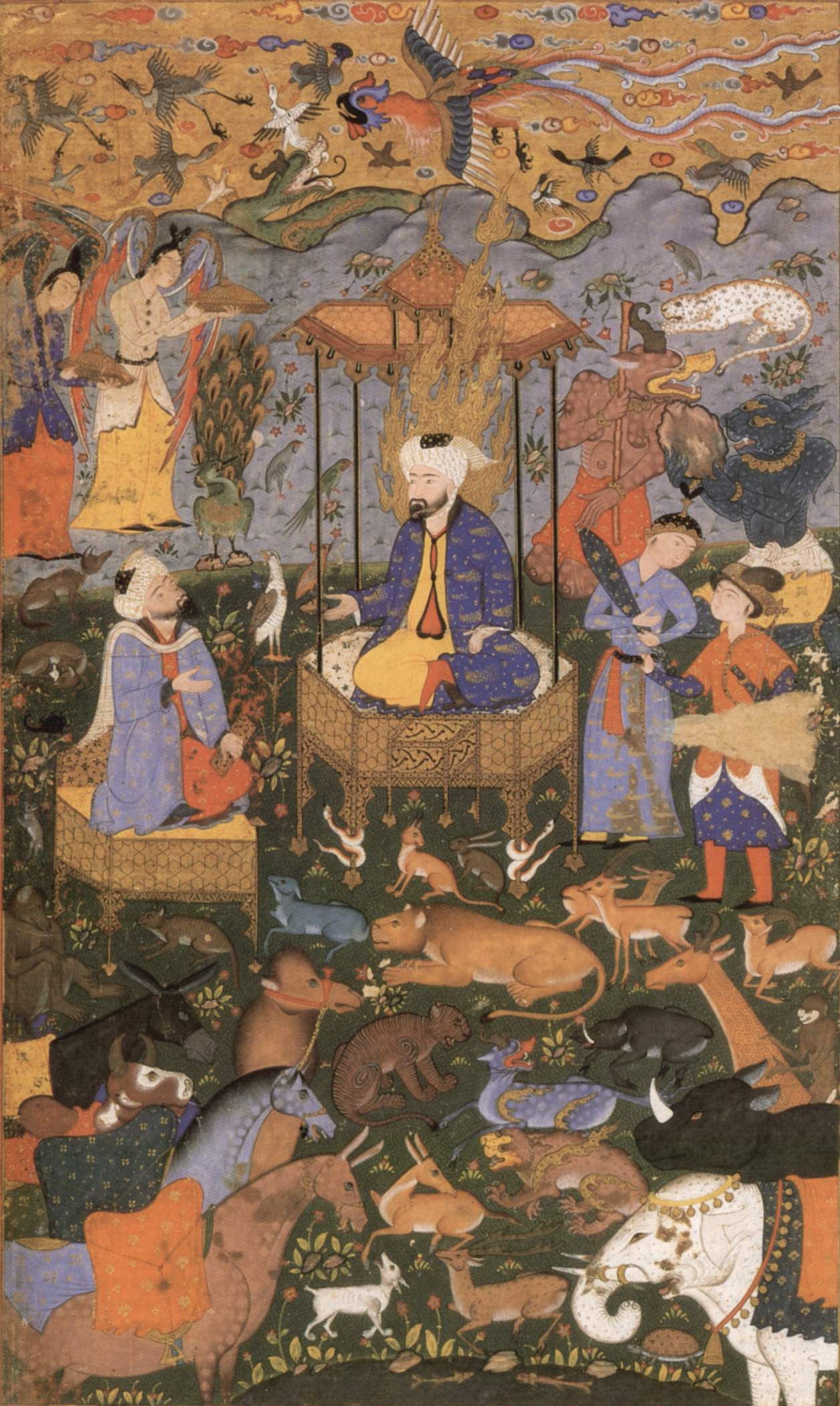
شهنامة,بالقرن السادس عشر

إن جميع الفنون الإسلام ليست دينية، بعيدا عن ذلك، استخدم الفنانين مصادر أخرى وخاصة الأدب.بالنسبة للأدب الفارسي، مثل شهنامة تألفت هذه الملحمة الوطنية في القرن العاشر علي يد أبو قاسم الفردوسي وأيضا الخمس قصائد الذي قام بتأليفهم نظامي الكنجوي بالقرن الثاني عشر أيضا هو هكذا مصدرا هاما من الزخارف التي يمكن العثور عليها على حد سواء في مجال الفنون كتاب مثل (الفخار، السجاد، إلخ.). كانت أعمال الشعراء غموضية وأيضا سعدي وعبد الرحمن الجامي قدموا الكثير للفن.ألف الوزير رشيد الدين فضل الله الهمذاني جامع التواريخ(التاريخ العالمي) في بداية القرن الرابع عشر، وكان هذا القرن مميز بالعديد من الأعمال بالعالم الإسلامي منذ نشأته.
لا يزال الأدب العربي قائما ولا اثر أيضا للخرافات الهندية كليلة ودمنة أوالمقامة لمحمد الحريري ونصوص أخرى أيضا موضحة بورش عمل ببغداد وسوريا.
بالنسبة للأدب العلمي، أبحاث علم الفلك والميكانيكا، فهم أيضا يعطوا توضيح كبير.

### زخارف مجردة وخط العربي

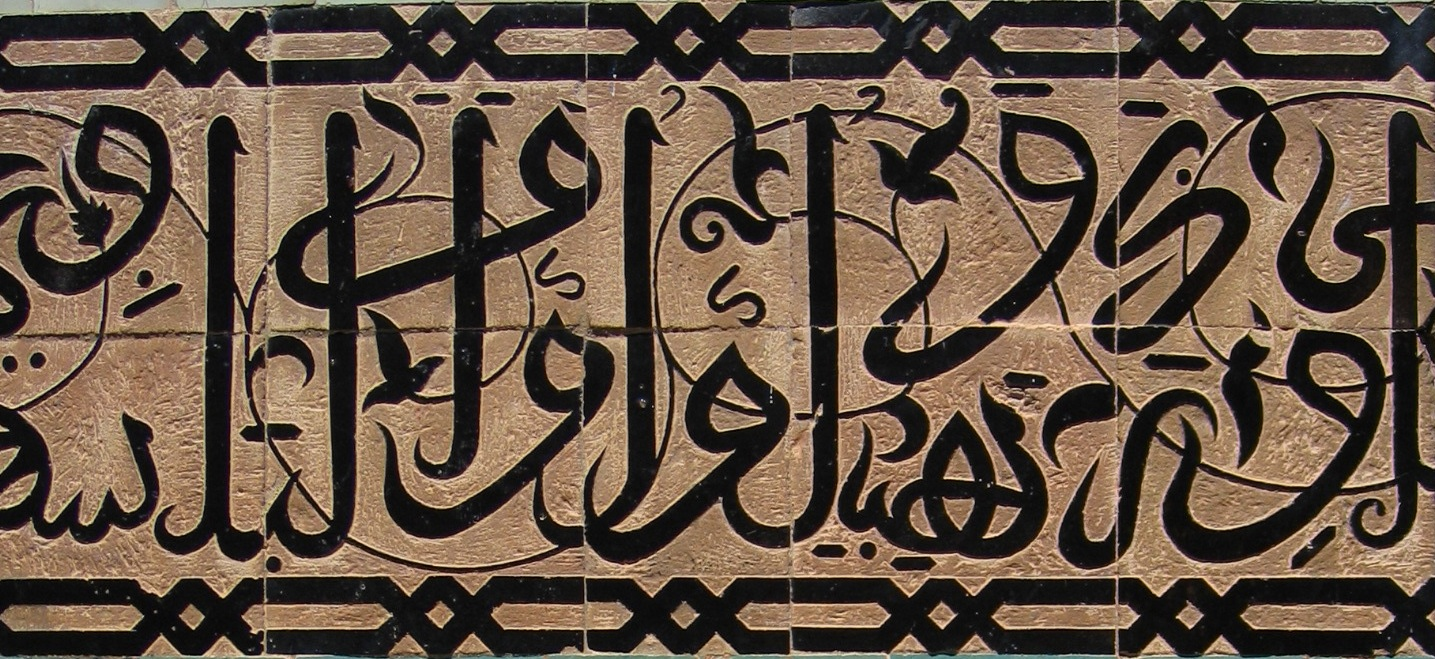
خط عربي ثلث,مكناس,المغرب

المقالات الرئيسية:أنماط خط العربي، أشكال زخرفية للفن الإسلامي، وحدة المفهوم
كانت الأشكال الزخرفية وفيرة في هذا النوع من الفن، متنوعة للغاية، من زخارف هندسية إلي أرابيسك.يعتبر الخط العربي في البلاد الإسلامية، نشاطا رئيسيا يكاد يكون مقدسا، نظرا لأن سور القرآن الكريم تعتبر كلمات الإلهية.وبالإضافة إلى ذلك، تم استبعاد رموز الكائنات الحية من الأماكن والكتب الدينية.كان الخط العربي له أهمية خاصة في المجال الديني، بل أيضا في أعمال العلمانية.

### تمثيلات رمزية
المقال الرئيسي: تمثيل تصويري في الفن الإسلامي.
لا نستطيع أن نلاحظ العديد من الشخصيات البشرية والحيوانية الموجودة في الخزف.نجد شخصيات دينية من الأنبياء مثل محمد وأيضا يسوع وتلك ظهروا في العهد القديم، كذلك يمكن أيضا ان تكون الأئمة رموز، وفقا للأوقات والأماكن.مسألة التمثيل الرمزي هو أكثر تعقيدا وتطوره يجعله أكثر صعوبة في الفهم.

## معرفة الفن الإسلامي في العالم

### تاريخ الفن الإسلامي
المقال الرئيسي: تاريخ الفن الإسلامي
عُرف الفن الإسلامي في أوروبا منذ زمن طويل، من خلال استيراد العديد من المواد الثمينة (الحرير، البلور الصخري)في العصور الوسطي.الكثير من هذه الأشياء، أصبحت اماكن مقدسة.تم أو يتم الاحتفاظ بها حاليا في كنوز الكنائس في العالم الغربي. ومع ذلك، تاريخ الفن الإسلامي يعتبر علم منظم حديث بالمقارنة، على سبيل المثال، مع الفنون القديمة.وعلاوة على ذلك، كثيرا مجال البحث، كانت فنون الإسلام ضحايا علماء الآثار الراغبين في الوصول إلى مستويات عتيقة ولذلك اقتحموا الأكثر حداثة.
ولد الفن الإسلامي في القرن التاسع عشر، ودفعت بالحركة الاستشراقية، وعرف هذا الانضباط بتطور ملحوظ به العديد من المطبات، وذلك بسبب الأحداث السياسية والدينية في جميع أنحاء العالم.دعم الاستعمار الدراسة في بعض البلدان-وكذلك ظهور مجموعات أوروبية وأمريكية-ولكن اهملت فترات كاملة. وبالمثل، تسببت الحرب الباردة في تباطأ إلى حد كبير لدراسة الفن الإسلامي وذلك بمنع نشر الدراسات والاكتشافات.

### مجموعات كبيرة من الفن الإسلامي
المقال الرئيسي: مجموعات الفن الإسلامي في العالم.

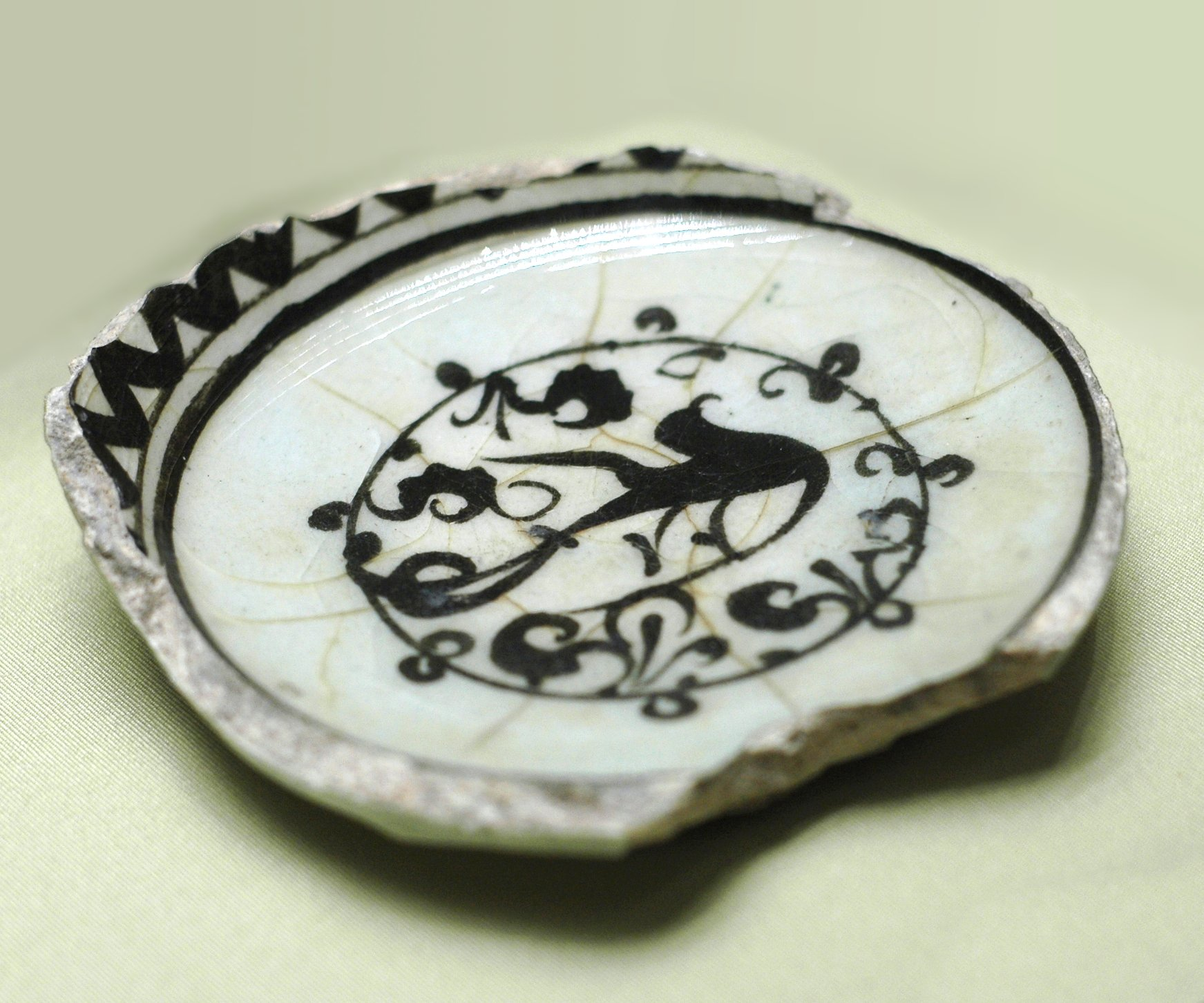
فارغه بها طيور,سوريا, بداية القرن الثالث عشر,بمتحف اللوفر

كما هو في كثير من الأحيان أكبر مجموعات الفن الإسلامي هي في معظمها في العالم الغربي،متحف اللوفر، متحف المتروبوليتان للفنون، المتحف البريطاني وخاصة متحف فكتوريا وألبرت.ومع ذلك، هناك أيضا مجموعات، بما في ذلك متحف الفن الإسلامي بالقاهرةوالمتحف الوطني في قطر.كانت مؤسسة غولبنكيان بلشبونة ومجموعة الخليلي أيضا يحتفظون بالعديد من القطع.إن المتاحف الأمريكية مثل معرض فرير للفنون في واشنطن يهتمون اهتماما كبيرا بالأشياء أكثر من المخطوطات.اما متحف كورنينج للزجاج في نيويورك لديه أنواع من الزجاج الإسلامي الأكثر أهمية في العالم.بالنسبة للمخطوطات، فهي موجودة بالمكتبات الكبيرة مثل المكتبة البريطانية، مكتبة فرنسا الوطنية، تطورت هذه المخطوطات عبر الشرقيين ولكن أيضا احتفظت المتاحف بالصفحات المصورة والمخطوطات ما قبل تطويرها.

### المواقع الأثرية الرئيسية
المقال الرئيسي: علم الآثار الإسلامية.
بالنسبة الإنتاج القديم، فهو كان يعتمد علي الهندسة المعمارية أكثر من الأشياء نفسها، حيث كان علم الأثار الإسلامية مهم وخاصة بالعراق،سامراء أو بشوشان علي سبيل المثال وبالقاهرة.علي الرغم من السياق الحالي، لا يزال يتم البحث عن مواقع كبري في انحاء العالم الإسلامي، من باكستان وحتي المغرب.

### مقالات ذات صلة
- فن العمارة الإسلامية
- حضارة إسلامية

### قائمة المراجع الموجزة
هناك للأسف عدد قليل من الكتب الجيدة في الفن الإسلامي باللغة الفرنسية، هناك حاجة إلى عرض الكتب باللغة الإنجليزية.
- الفنون والحضارة في الإسلام، بقلم ماركوس هاتستن وبيتر ديليوس، كونمان، كولونيا،2000
- موسوعة الإسلام، بريل، 1960(الطبعة الثانية)
- بوثورث،السلالات الإسلامية, مترجم من ي.تورافال، فصول الجنوب، وأخرون من «سندباد»,1996
- ستيرلين، الإسلام، من بغداد إلى قرطبة، في القرن الثالث عشر، تشن،2002
- في بلير، بلوم،الفن والعمارة في الإسلام 1250-1800, مطبعة جامعة ييل،1994؛
- في ر.اتينغوسين، غرابار، السيد جنكينز-المدينة المنورة،الفن الإسلامي والعمارة 650-1250, مطبعة جامعة ييل، 2001؛
- ر.هيلنبراند،العمارة الإسلامية:الشكل والوظيفة والمعنى، مطبعة جامعة إدنبرة، عام 1994.

انظر أيضا: قائمة مراجع مفصلة للفن الإسلامي.

## وصلات خارجية
- شبكة الفن الإسلامي - Thesaurus Islamicus Foundation
- استعراض للفن الإسلامي
- الفن الإسلامي بموقع dmoz
- قسم الفن الإسلامي بمتحف اللوفر
- قسم الفن الإسلامي بمتحف متروبوليتان للفنون